# Commelinidae
Commelinidae (en español, "las commelínidas") es un taxón de plantas ubicado en la categoría taxonómica de subclase, utilizado en sistemas de clasificación modernos como el sistema de clasificación APG III del 2009 y por el APWeb (2001 en adelante). En estos sistemas de clasificación este taxón se ubica en el clado monocotiledóneas (aquí ubicado en la categoría de clase), y es circunscrito por los órdenes Arecales, Zingiberales, Commelinales y Poales, y por la familia Dasypogonaceae (que a enero de 2011 todavía no fue asignada a ningún orden).
El taxón como aquí se encuentra circunscrito forma un grupo monofilético bien establecido tanto por caracteres morfológicos como por los análisis moleculares de ADN, por lo que su existencia se sospechaba desde hacía tiempo (pero en otros sistemas de clasificación populares como el de Cronquist de 1981, la circunscripción era distinta, aproximándose al aquí definido Poales). Una aparente sinapomorfía química que une a todo el grupo es la presencia de ácidos fluorescentes a la luz ultravioleta (incluyendo ácidos cumáricos, ferúlicos y diferúlicos). Las commelínidas incluyen un número de plantas económicamente importantes, incluyendo a las palmeras (familia Arecaceae), el jengibre (en la familia Zingiberaceae), la banana (en la familia Musaceae), y los pastos y los cereales (en la familia Poaceae), entre muchos otros.

## Descripción
Introducción teórica en Terminología descriptiva de las plantas
Las sinapomorfías putativas son anatómicas, incluyen las ceras epicuticulares de tipo Strelitzia, el polen con mucho almidón, paredes celulares sin lignificar e impregnadas con compuestos ácidos fluorescentes a la luz UV (ácidos ferúlicos, diferúlicos y cumáricos), y las hojas con cuerpos de sílice (SiO2 Dahlgren et al. 1985, Harley y Ferguson 1990, Barthlott y Fröhlich 1983, Harris y Hartley 1980, Zona 2001), también los estomas para o tetracíticos, la inflorescencia bracteada, los granos de polen con almidón, y el embrión corto y ancho (APWeb).
Las concentraciones de sílice en este clado son en general altas, aunque por supuesto no lo son en grupos que no tienen cuerpos de sílice, y aun así no siempre son altas (Ma y Takahashi 2002). 
En Poaceae y Arecaceae al menos, las ligninas tienen alcohol p-cumarílico ("p-coumaryl alcohol"), así como monómeros de coniferílico y sinapílico (Siegler 1998). 
Si bien es común encontrar vasos en el tallo y las hojas (Wagner 1977), puede ser incorrecto tratarlos como una sinapomorfía. 
En las pocas commelínidas en las que fue estudiado el desarrollo floral en detalle, la expresión del gen de función B ortólogo de PISTILLATA parece estar restringido a los estambres y estaminodios y a los pétalos (Adam et al. 2007), esto puede estar relacionado con la naturaleza del perianto en 2 verticilos que se encuentra en muchos miembros de este clado. En algunas de las pocas otras monocotiledóneas estudiadas, el desarrollo floral puede ser algo diferente. 
El polen con almidón es común, pero no fue encontrado en Hanguanaceae ni en Dasypogonaceae (solo una especie de esta última familia fue examinada) ni en algunas especies de Haemodoraceae, Bromeliaceae, etc. 
Los embriones anchos pueden ser una sinapomorfía de este clado.

## Ecología
Se han encontrado larvas de Nymphalidae-Morphinae y Satyrinae en este grupo (Ehrlich y Raven 1964), y también de Chrysomelidae-Hispinae+Cassidinae (Jolivet 1988, Schmitt 1988, Vencl y Morton 1999, Chaboo 2007), pero estas últimas también han sido encontradas en otras monocotiledóneas. De las últimas, se encontraron 14/39 tribus para las cuales hay al menos alguna planta commelínida que es hospedadora de sus larvas, mientras que 26/39 tribus eran huéspedes de alguna otra planta (Chaboo 2007; estas larvas también fueron encontradas en Boraginaceae, Solanaceae, Convolvulaceae y Asteraceae, en particular, en el núcleo de las eudicotiledóneas —astéridas parecen prevalecer—). No está claro si Criocerinae está en un clado inmediatamente relacionado con Hispinae y otros escarabajos afines que comen monocotiledóneas (ver Chaboo 2007; comparar con Wilf et al. 2000 y Gómez-Zurita et al. 2007).
Se han encontrado larvas de Hemiptera-Lygaeidae-Blissinae que se alimentan de savia de (Zingiberales + Commelinales), si bien también se encuentran en otros Poales, especialmente en Poaceae (Slater 1976).

## Diversidad
La diversidad taxonómica de las monocotiledóneas está presentada en detalle por Kubitzki (1998, 2006).
A continuación se provee una lista de la diversidad de Commelinidae. Las descripciones son deliberadamente incompletas. Para más información siga los enlaces.
| Las dasipogonáceas son cuatro géneros de plantas rizomatosas o arborescentes (por engrosamiento primario), con hojas de disposición espiralada con vaina bien desarrollada y las bases persistentes, y el perianto seco. Se distribuyen en el sudoeste de Australia y en Victoria. |

| Las arecáceas son fácilmente reconocibles, en general se corresponde con lo que la gente conoce como "palmeras". Casi todas son arborescentes (por engrosamiento primario), con tallo sin ramificar, y poseen las hojas pinadas o palmadas dispuestas en una roseta terminal. Sus flores, con sépalos y pétalos, están reunidas en inflorescencias ramificadas protegidas por una espata leñosa. Las palmeras están ampliamente distribuidas pero sobre todo en regiones cálidas. Arecaceae es una de las familias de plantas de mayor importancia económica. Algunos ejemplos son el cocotero, la palmera datilera, el palmito, el ratán, la palmera de la que se extrae la cera de carnaúba, la rafia, y un gran número de especies ornamentales. Además muchas veces poseen una considerable importancia ecológica en los lugares donde se asientan. |

| Zingiberales es un clado de ocho familias, entre sus miembros se encuentran el jengibre, la flor mariposa, la achira, el ave del paraíso, el árbol del viajero y el banano. Son hierbas (a veces de tamaño monstruoso, como Musa, Ravenala o Strelitzia), sin tallos aéreos salvo el que da las flores, con hojas claramente diferenciadas en pecíolo y lámina, muchas veces rotas entre las venas secundarias, las flores bilaterales (pero en clados más especializados sin plano de simetría), y las semillas con arilo. Las familias de este orden son bien conocidas por las modificaciones de su androceo, de forma que lo que parece ser el perianto son muchas veces estambres petaloideos, por lo que las flores suelen ser difíciles de interpretar y las piezas no siempre son lo que parecen ser. |

| Commelinales es un clado de cinco familias, entre sus miembros se encuentran la comelina, la tradescantia, la pontederia, y el camalote. Todas las familias poseen una inflorescencia que es una cima helicoide con muchas flores. Si bien la monofilia de Commelinales está bien sustentada por los análisis moleculares de ADN, sus sinapomorfías morfológicas aún son discutidas, quedando restringidas a la fitoquímica (como la presencia de fenilfenalenonas) y algunos caracteres de la semilla (como el abundante endosperma helobial). Tres de las cinco familias de este clado son únicas entre las commelínidas por poseer perianto tepaloideo, en lugar de sépalos y pétalos. |

| Poales es un importante clado de 18 familias, entre sus miembros se encuentran la totora, el ananá, el clavel del aire, el papiro, los juncos, el bambú, los pastos y los cereales. La polinización anemófila (por viento), con la pérdida de los nectarios septales, se ha desarrollado muchas veces en forma independiente dentro de los Poales. |

## Filogenia
Introducción teórica en Filogenia
El grupo como aquí circunscrito es monofilético sobre la base de secuencias rbcL (Chase et al. 1993, 1995b, Duvall et al. 1993), a secuencias rbcL y atpB (Davis et al. 2004), a secuencias de regiones múltiples de ADN (Chase et al. 2000, 2006, Graham et al. 2006, Soltis et al. 2000), y a la morfología (Dahlgren y Rasmussen 1983, Stevenson et al. 2000). Véase también Givnish et al. (1999).
Aun antes de los análisis moleculares de ADN, la existencia de este clado fue largamente sospechada por algunos autores (Dahlgren et al. 1985) debido a la cantidad de caracteres que están presentes exclusivamente en estos taxones, ya enunciados en el apartado de caracteres. 
El cladograma actualizado a la fecha, de la ubicación del clado dentro de las monocotiledóneas, y de las relaciones entre sus subclados, es el siguiente (actualizado según el APWeb a enero de 2009):
|  | Dioscoreales |
|  |              |
|  | Pandanales   |
|  |              |

|  | Poales                                                        |
|  |                                                               |
|  | \| \| Commelinales \| \| \| \| \| \| Zingiberales \| \| \| \| |
|  |                                                               |
|  | Commelinales                                                  |
|  |                                                               |
|  | Zingiberales                                                  |
|  |                                                               |

|  | Commelinales |
|  |              |
|  | Zingiberales |
|  |              |

|  | Poales                                                        |
|  |                                                               |
|  | \| \| Commelinales \| \| \| \| \| \| Zingiberales \| \| \| \| |
|  |                                                               |
|  | Commelinales                                                  |
|  |                                                               |
|  | Zingiberales                                                  |
|  |                                                               |

|  | Commelinales |
|  |              |
|  | Zingiberales |
|  |              |

|  | Poales                                                        |
|  |                                                               |
|  | \| \| Commelinales \| \| \| \| \| \| Zingiberales \| \| \| \| |
|  |                                                               |
|  | Commelinales                                                  |
|  |                                                               |
|  | Zingiberales                                                  |
|  |                                                               |

|  | Commelinales |
|  |              |
|  | Zingiberales |
|  |              |

|  | Poales                                                        |
|  |                                                               |
|  | \| \| Commelinales \| \| \| \| \| \| Zingiberales \| \| \| \| |
|  |                                                               |
|  | Commelinales                                                  |
|  |                                                               |
|  | Zingiberales                                                  |
|  |                                                               |

|  | Commelinales |
|  |              |
|  | Zingiberales |
|  |              |

|  | Poales                                                        |
|  |                                                               |
|  | \| \| Commelinales \| \| \| \| \| \| Zingiberales \| \| \| \| |
|  |                                                               |
|  | Commelinales                                                  |
|  |                                                               |
|  | Zingiberales                                                  |
|  |                                                               |

|  | Commelinales |
|  |              |
|  | Zingiberales |
|  |              |

|  | Poales                                                        |
|  |                                                               |
|  | \| \| Commelinales \| \| \| \| \| \| Zingiberales \| \| \| \| |
|  |                                                               |
|  | Commelinales                                                  |
|  |                                                               |
|  | Zingiberales                                                  |
|  |                                                               |

|  | Commelinales |
|  |              |
|  | Zingiberales |
|  |              |

|  | Poales                                                        |
|  |                                                               |
|  | \| \| Commelinales \| \| \| \| \| \| Zingiberales \| \| \| \| |
|  |                                                               |
|  | Commelinales                                                  |
|  |                                                               |
|  | Zingiberales                                                  |
|  |                                                               |

|  | Commelinales |
|  |              |
|  | Zingiberales |
|  |              |

|  | Poales                                                        |
|  |                                                               |
|  | \| \| Commelinales \| \| \| \| \| \| Zingiberales \| \| \| \| |
|  |                                                               |
|  | Commelinales                                                  |
|  |                                                               |
|  | Zingiberales                                                  |
|  |                                                               |

|  | Commelinales |
|  |              |
|  | Zingiberales |
|  |              |

|  | Poales                                                        |
|  |                                                               |
|  | \| \| Commelinales \| \| \| \| \| \| Zingiberales \| \| \| \| |
|  |                                                               |
|  | Commelinales                                                  |
|  |                                                               |
|  | Zingiberales                                                  |
|  |                                                               |

|  | Commelinales |
|  |              |
|  | Zingiberales |
|  |              |

|  | Poales                                                        |
|  |                                                               |
|  | \| \| Commelinales \| \| \| \| \| \| Zingiberales \| \| \| \| |
|  |                                                               |
|  | Commelinales                                                  |
|  |                                                               |
|  | Zingiberales                                                  |
|  |                                                               |

|  | Commelinales |
|  |              |
|  | Zingiberales |
|  |              |

|  | Poales                                                        |
|  |                                                               |
|  | \| \| Commelinales \| \| \| \| \| \| Zingiberales \| \| \| \| |
|  |                                                               |
|  | Commelinales                                                  |
|  |                                                               |
|  | Zingiberales                                                  |
|  |                                                               |

|  | Commelinales |
|  |              |
|  | Zingiberales |
|  |              |

|  | Poales                                                        |
|  |                                                               |
|  | \| \| Commelinales \| \| \| \| \| \| Zingiberales \| \| \| \| |
|  |                                                               |
|  | Commelinales                                                  |
|  |                                                               |
|  | Zingiberales                                                  |
|  |                                                               |

|  | Commelinales |
|  |              |
|  | Zingiberales |
|  |              |

|  | Poales                                                        |
|  |                                                               |
|  | \| \| Commelinales \| \| \| \| \| \| Zingiberales \| \| \| \| |
|  |                                                               |
|  | Commelinales                                                  |
|  |                                                               |
|  | Zingiberales                                                  |
|  |                                                               |

|  | Commelinales |
|  |              |
|  | Zingiberales |
|  |              |

|  | Poales                                                        |
|  |                                                               |
|  | \| \| Commelinales \| \| \| \| \| \| Zingiberales \| \| \| \| |
|  |                                                               |
|  | Commelinales                                                  |
|  |                                                               |
|  | Zingiberales                                                  |
|  |                                                               |

|  | Commelinales |
|  |              |
|  | Zingiberales |
|  |              |

|  | Poales                                                        |
|  |                                                               |
|  | \| \| Commelinales \| \| \| \| \| \| Zingiberales \| \| \| \| |
|  |                                                               |
|  | Commelinales                                                  |
|  |                                                               |
|  | Zingiberales                                                  |
|  |                                                               |

|  | Commelinales |
|  |              |
|  | Zingiberales |
|  |              |

|  | Poales                                                        |
|  |                                                               |
|  | \| \| Commelinales \| \| \| \| \| \| Zingiberales \| \| \| \| |
|  |                                                               |
|  | Commelinales                                                  |
|  |                                                               |
|  | Zingiberales                                                  |
|  |                                                               |

|  | Commelinales |
|  |              |
|  | Zingiberales |
|  |              |

|  | Dioscoreales |
|  |              |
|  | Pandanales   |
|  |              |

|  | Poales                                                        |
|  |                                                               |
|  | \| \| Commelinales \| \| \| \| \| \| Zingiberales \| \| \| \| |
|  |                                                               |
|  | Commelinales                                                  |
|  |                                                               |
|  | Zingiberales                                                  |
|  |                                                               |

|  | Commelinales |
|  |              |
|  | Zingiberales |
|  |              |

|  | Poales                                                        |
|  |                                                               |
|  | \| \| Commelinales \| \| \| \| \| \| Zingiberales \| \| \| \| |
|  |                                                               |
|  | Commelinales                                                  |
|  |                                                               |
|  | Zingiberales                                                  |
|  |                                                               |

|  | Commelinales |
|  |              |
|  | Zingiberales |
|  |              |

|  | Poales                                                        |
|  |                                                               |
|  | \| \| Commelinales \| \| \| \| \| \| Zingiberales \| \| \| \| |
|  |                                                               |
|  | Commelinales                                                  |
|  |                                                               |
|  | Zingiberales                                                  |
|  |                                                               |

|  | Commelinales |
|  |              |
|  | Zingiberales |
|  |              |

|  | Poales                                                        |
|  |                                                               |
|  | \| \| Commelinales \| \| \| \| \| \| Zingiberales \| \| \| \| |
|  |                                                               |
|  | Commelinales                                                  |
|  |                                                               |
|  | Zingiberales                                                  |
|  |                                                               |

|  | Commelinales |
|  |              |
|  | Zingiberales |
|  |              |

|  | Poales                                                        |
|  |                                                               |
|  | \| \| Commelinales \| \| \| \| \| \| Zingiberales \| \| \| \| |
|  |                                                               |
|  | Commelinales                                                  |
|  |                                                               |
|  | Zingiberales                                                  |
|  |                                                               |

|  | Commelinales |
|  |              |
|  | Zingiberales |
|  |              |

|  | Poales                                                        |
|  |                                                               |
|  | \| \| Commelinales \| \| \| \| \| \| Zingiberales \| \| \| \| |
|  |                                                               |
|  | Commelinales                                                  |
|  |                                                               |
|  | Zingiberales                                                  |
|  |                                                               |

|  | Commelinales |
|  |              |
|  | Zingiberales |
|  |              |

|  | Poales                                                        |
|  |                                                               |
|  | \| \| Commelinales \| \| \| \| \| \| Zingiberales \| \| \| \| |
|  |                                                               |
|  | Commelinales                                                  |
|  |                                                               |
|  | Zingiberales                                                  |
|  |                                                               |

|  | Commelinales |
|  |              |
|  | Zingiberales |
|  |              |

|  | Poales                                                        |
|  |                                                               |
|  | \| \| Commelinales \| \| \| \| \| \| Zingiberales \| \| \| \| |
|  |                                                               |
|  | Commelinales                                                  |
|  |                                                               |
|  | Zingiberales                                                  |
|  |                                                               |

|  | Commelinales |
|  |              |
|  | Zingiberales |
|  |              |

|  | Poales                                                        |
|  |                                                               |
|  | \| \| Commelinales \| \| \| \| \| \| Zingiberales \| \| \| \| |
|  |                                                               |
|  | Commelinales                                                  |
|  |                                                               |
|  | Zingiberales                                                  |
|  |                                                               |

|  | Commelinales |
|  |              |
|  | Zingiberales |
|  |              |

|  | Poales                                                        |
|  |                                                               |
|  | \| \| Commelinales \| \| \| \| \| \| Zingiberales \| \| \| \| |
|  |                                                               |
|  | Commelinales                                                  |
|  |                                                               |
|  | Zingiberales                                                  |
|  |                                                               |

|  | Commelinales |
|  |              |
|  | Zingiberales |
|  |              |

|  | Poales                                                        |
|  |                                                               |
|  | \| \| Commelinales \| \| \| \| \| \| Zingiberales \| \| \| \| |
|  |                                                               |
|  | Commelinales                                                  |
|  |                                                               |
|  | Zingiberales                                                  |
|  |                                                               |

|  | Commelinales |
|  |              |
|  | Zingiberales |
|  |              |

|  | Poales                                                        |
|  |                                                               |
|  | \| \| Commelinales \| \| \| \| \| \| Zingiberales \| \| \| \| |
|  |                                                               |
|  | Commelinales                                                  |
|  |                                                               |
|  | Zingiberales                                                  |
|  |                                                               |

|  | Commelinales |
|  |              |
|  | Zingiberales |
|  |              |

|  | Poales                                                        |
|  |                                                               |
|  | \| \| Commelinales \| \| \| \| \| \| Zingiberales \| \| \| \| |
|  |                                                               |
|  | Commelinales                                                  |
|  |                                                               |
|  | Zingiberales                                                  |
|  |                                                               |

|  | Commelinales |
|  |              |
|  | Zingiberales |
|  |              |

|  | Poales                                                        |
|  |                                                               |
|  | \| \| Commelinales \| \| \| \| \| \| Zingiberales \| \| \| \| |
|  |                                                               |
|  | Commelinales                                                  |
|  |                                                               |
|  | Zingiberales                                                  |
|  |                                                               |

|  | Commelinales |
|  |              |
|  | Zingiberales |
|  |              |

|  | Poales                                                        |
|  |                                                               |
|  | \| \| Commelinales \| \| \| \| \| \| Zingiberales \| \| \| \| |
|  |                                                               |
|  | Commelinales                                                  |
|  |                                                               |
|  | Zingiberales                                                  |
|  |                                                               |

|  | Commelinales |
|  |              |
|  | Zingiberales |
|  |              |

|  | Poales                                                        |
|  |                                                               |
|  | \| \| Commelinales \| \| \| \| \| \| Zingiberales \| \| \| \| |
|  |                                                               |
|  | Commelinales                                                  |
|  |                                                               |
|  | Zingiberales                                                  |
|  |                                                               |

|  | Commelinales |
|  |              |
|  | Zingiberales |
|  |              |

|  | Dioscoreales |
|  |              |
|  | Pandanales   |
|  |              |

|  | Poales                                                        |
|  |                                                               |
|  | \| \| Commelinales \| \| \| \| \| \| Zingiberales \| \| \| \| |
|  |                                                               |
|  | Commelinales                                                  |
|  |                                                               |
|  | Zingiberales                                                  |
|  |                                                               |

|  | Commelinales |
|  |              |
|  | Zingiberales |
|  |              |

|  | Poales                                                        |
|  |                                                               |
|  | \| \| Commelinales \| \| \| \| \| \| Zingiberales \| \| \| \| |
|  |                                                               |
|  | Commelinales                                                  |
|  |                                                               |
|  | Zingiberales                                                  |
|  |                                                               |

|  | Commelinales |
|  |              |
|  | Zingiberales |
|  |              |

|  | Poales                                                        |
|  |                                                               |
|  | \| \| Commelinales \| \| \| \| \| \| Zingiberales \| \| \| \| |
|  |                                                               |
|  | Commelinales                                                  |
|  |                                                               |
|  | Zingiberales                                                  |
|  |                                                               |

|  | Commelinales |
|  |              |
|  | Zingiberales |
|  |              |

|  | Poales                                                        |
|  |                                                               |
|  | \| \| Commelinales \| \| \| \| \| \| Zingiberales \| \| \| \| |
|  |                                                               |
|  | Commelinales                                                  |
|  |                                                               |
|  | Zingiberales                                                  |
|  |                                                               |

|  | Commelinales |
|  |              |
|  | Zingiberales |
|  |              |

|  | Poales                                                        |
|  |                                                               |
|  | \| \| Commelinales \| \| \| \| \| \| Zingiberales \| \| \| \| |
|  |                                                               |
|  | Commelinales                                                  |
|  |                                                               |
|  | Zingiberales                                                  |
|  |                                                               |

|  | Commelinales |
|  |              |
|  | Zingiberales |
|  |              |

|  | Poales                                                        |
|  |                                                               |
|  | \| \| Commelinales \| \| \| \| \| \| Zingiberales \| \| \| \| |
|  |                                                               |
|  | Commelinales                                                  |
|  |                                                               |
|  | Zingiberales                                                  |
|  |                                                               |

|  | Commelinales |
|  |              |
|  | Zingiberales |
|  |              |

|  | Poales                                                        |
|  |                                                               |
|  | \| \| Commelinales \| \| \| \| \| \| Zingiberales \| \| \| \| |
|  |                                                               |
|  | Commelinales                                                  |
|  |                                                               |
|  | Zingiberales                                                  |
|  |                                                               |

|  | Commelinales |
|  |              |
|  | Zingiberales |
|  |              |

|  | Poales                                                        |
|  |                                                               |
|  | \| \| Commelinales \| \| \| \| \| \| Zingiberales \| \| \| \| |
|  |                                                               |
|  | Commelinales                                                  |
|  |                                                               |
|  | Zingiberales                                                  |
|  |                                                               |

|  | Commelinales |
|  |              |
|  | Zingiberales |
|  |              |

|  | Poales                                                        |
|  |                                                               |
|  | \| \| Commelinales \| \| \| \| \| \| Zingiberales \| \| \| \| |
|  |                                                               |
|  | Commelinales                                                  |
|  |                                                               |
|  | Zingiberales                                                  |
|  |                                                               |

|  | Commelinales |
|  |              |
|  | Zingiberales |
|  |              |

|  | Poales                                                        |
|  |                                                               |
|  | \| \| Commelinales \| \| \| \| \| \| Zingiberales \| \| \| \| |
|  |                                                               |
|  | Commelinales                                                  |
|  |                                                               |
|  | Zingiberales                                                  |
|  |                                                               |

|  | Commelinales |
|  |              |
|  | Zingiberales |
|  |              |

|  | Poales                                                        |
|  |                                                               |
|  | \| \| Commelinales \| \| \| \| \| \| Zingiberales \| \| \| \| |
|  |                                                               |
|  | Commelinales                                                  |
|  |                                                               |
|  | Zingiberales                                                  |
|  |                                                               |

|  | Commelinales |
|  |              |
|  | Zingiberales |
|  |              |

|  | Poales                                                        |
|  |                                                               |
|  | \| \| Commelinales \| \| \| \| \| \| Zingiberales \| \| \| \| |
|  |                                                               |
|  | Commelinales                                                  |
|  |                                                               |
|  | Zingiberales                                                  |
|  |                                                               |

|  | Commelinales |
|  |              |
|  | Zingiberales |
|  |              |

|  | Poales                                                        |
|  |                                                               |
|  | \| \| Commelinales \| \| \| \| \| \| Zingiberales \| \| \| \| |
|  |                                                               |
|  | Commelinales                                                  |
|  |                                                               |
|  | Zingiberales                                                  |
|  |                                                               |

|  | Commelinales |
|  |              |
|  | Zingiberales |
|  |              |

|  | Poales                                                        |
|  |                                                               |
|  | \| \| Commelinales \| \| \| \| \| \| Zingiberales \| \| \| \| |
|  |                                                               |
|  | Commelinales                                                  |
|  |                                                               |
|  | Zingiberales                                                  |
|  |                                                               |

|  | Commelinales |
|  |              |
|  | Zingiberales |
|  |              |

|  | Poales                                                        |
|  |                                                               |
|  | \| \| Commelinales \| \| \| \| \| \| Zingiberales \| \| \| \| |
|  |                                                               |
|  | Commelinales                                                  |
|  |                                                               |
|  | Zingiberales                                                  |
|  |                                                               |

|  | Commelinales |
|  |              |
|  | Zingiberales |
|  |              |

|  | Poales                                                        |
|  |                                                               |
|  | \| \| Commelinales \| \| \| \| \| \| Zingiberales \| \| \| \| |
|  |                                                               |
|  | Commelinales                                                  |
|  |                                                               |
|  | Zingiberales                                                  |
|  |                                                               |

|  | Commelinales |
|  |              |
|  | Zingiberales |
|  |              |

|  | Dioscoreales |
|  |              |
|  | Pandanales   |
|  |              |

|  | Poales                                                        |
|  |                                                               |
|  | \| \| Commelinales \| \| \| \| \| \| Zingiberales \| \| \| \| |
|  |                                                               |
|  | Commelinales                                                  |
|  |                                                               |
|  | Zingiberales                                                  |
|  |                                                               |

|  | Commelinales |
|  |              |
|  | Zingiberales |
|  |              |

|  | Poales                                                        |
|  |                                                               |
|  | \| \| Commelinales \| \| \| \| \| \| Zingiberales \| \| \| \| |
|  |                                                               |
|  | Commelinales                                                  |
|  |                                                               |
|  | Zingiberales                                                  |
|  |                                                               |

|  | Commelinales |
|  |              |
|  | Zingiberales |
|  |              |

|  | Poales                                                        |
|  |                                                               |
|  | \| \| Commelinales \| \| \| \| \| \| Zingiberales \| \| \| \| |
|  |                                                               |
|  | Commelinales                                                  |
|  |                                                               |
|  | Zingiberales                                                  |
|  |                                                               |

|  | Commelinales |
|  |              |
|  | Zingiberales |
|  |              |

|  | Poales                                                        |
|  |                                                               |
|  | \| \| Commelinales \| \| \| \| \| \| Zingiberales \| \| \| \| |
|  |                                                               |
|  | Commelinales                                                  |
|  |                                                               |
|  | Zingiberales                                                  |
|  |                                                               |

|  | Commelinales |
|  |              |
|  | Zingiberales |
|  |              |

|  | Poales                                                        |
|  |                                                               |
|  | \| \| Commelinales \| \| \| \| \| \| Zingiberales \| \| \| \| |
|  |                                                               |
|  | Commelinales                                                  |
|  |                                                               |
|  | Zingiberales                                                  |
|  |                                                               |

|  | Commelinales |
|  |              |
|  | Zingiberales |
|  |              |

|  | Poales                                                        |
|  |                                                               |
|  | \| \| Commelinales \| \| \| \| \| \| Zingiberales \| \| \| \| |
|  |                                                               |
|  | Commelinales                                                  |
|  |                                                               |
|  | Zingiberales                                                  |
|  |                                                               |

|  | Commelinales |
|  |              |
|  | Zingiberales |
|  |              |

|  | Poales                                                        |
|  |                                                               |
|  | \| \| Commelinales \| \| \| \| \| \| Zingiberales \| \| \| \| |
|  |                                                               |
|  | Commelinales                                                  |
|  |                                                               |
|  | Zingiberales                                                  |
|  |                                                               |

|  | Commelinales |
|  |              |
|  | Zingiberales |
|  |              |

|  | Poales                                                        |
|  |                                                               |
|  | \| \| Commelinales \| \| \| \| \| \| Zingiberales \| \| \| \| |
|  |                                                               |
|  | Commelinales                                                  |
|  |                                                               |
|  | Zingiberales                                                  |
|  |                                                               |

|  | Commelinales |
|  |              |
|  | Zingiberales |
|  |              |

|  | Poales                                                        |
|  |                                                               |
|  | \| \| Commelinales \| \| \| \| \| \| Zingiberales \| \| \| \| |
|  |                                                               |
|  | Commelinales                                                  |
|  |                                                               |
|  | Zingiberales                                                  |
|  |                                                               |

|  | Commelinales |
|  |              |
|  | Zingiberales |
|  |              |

|  | Poales                                                        |
|  |                                                               |
|  | \| \| Commelinales \| \| \| \| \| \| Zingiberales \| \| \| \| |
|  |                                                               |
|  | Commelinales                                                  |
|  |                                                               |
|  | Zingiberales                                                  |
|  |                                                               |

|  | Commelinales |
|  |              |
|  | Zingiberales |
|  |              |

|  | Poales                                                        |
|  |                                                               |
|  | \| \| Commelinales \| \| \| \| \| \| Zingiberales \| \| \| \| |
|  |                                                               |
|  | Commelinales                                                  |
|  |                                                               |
|  | Zingiberales                                                  |
|  |                                                               |

|  | Commelinales |
|  |              |
|  | Zingiberales |
|  |              |

|  | Poales                                                        |
|  |                                                               |
|  | \| \| Commelinales \| \| \| \| \| \| Zingiberales \| \| \| \| |
|  |                                                               |
|  | Commelinales                                                  |
|  |                                                               |
|  | Zingiberales                                                  |
|  |                                                               |

|  | Commelinales |
|  |              |
|  | Zingiberales |
|  |              |

|  | Poales                                                        |
|  |                                                               |
|  | \| \| Commelinales \| \| \| \| \| \| Zingiberales \| \| \| \| |
|  |                                                               |
|  | Commelinales                                                  |
|  |                                                               |
|  | Zingiberales                                                  |
|  |                                                               |

|  | Commelinales |
|  |              |
|  | Zingiberales |
|  |              |

|  | Poales                                                        |
|  |                                                               |
|  | \| \| Commelinales \| \| \| \| \| \| Zingiberales \| \| \| \| |
|  |                                                               |
|  | Commelinales                                                  |
|  |                                                               |
|  | Zingiberales                                                  |
|  |                                                               |

|  | Commelinales |
|  |              |
|  | Zingiberales |
|  |              |

|  | Poales                                                        |
|  |                                                               |
|  | \| \| Commelinales \| \| \| \| \| \| Zingiberales \| \| \| \| |
|  |                                                               |
|  | Commelinales                                                  |
|  |                                                               |
|  | Zingiberales                                                  |
|  |                                                               |

|  | Commelinales |
|  |              |
|  | Zingiberales |
|  |              |

|  | Poales                                                        |
|  |                                                               |
|  | \| \| Commelinales \| \| \| \| \| \| Zingiberales \| \| \| \| |
|  |                                                               |
|  | Commelinales                                                  |
|  |                                                               |
|  | Zingiberales                                                  |
|  |                                                               |

|  | Commelinales |
|  |              |
|  | Zingiberales |
|  |              |

|  | Dioscoreales |
|  |              |
|  | Pandanales   |
|  |              |

|  | Poales                                                        |
|  |                                                               |
|  | \| \| Commelinales \| \| \| \| \| \| Zingiberales \| \| \| \| |
|  |                                                               |
|  | Commelinales                                                  |
|  |                                                               |
|  | Zingiberales                                                  |
|  |                                                               |

|  | Commelinales |
|  |              |
|  | Zingiberales |
|  |              |

|  | Poales                                                        |
|  |                                                               |
|  | \| \| Commelinales \| \| \| \| \| \| Zingiberales \| \| \| \| |
|  |                                                               |
|  | Commelinales                                                  |
|  |                                                               |
|  | Zingiberales                                                  |
|  |                                                               |

|  | Commelinales |
|  |              |
|  | Zingiberales |
|  |              |

|  | Poales                                                        |
|  |                                                               |
|  | \| \| Commelinales \| \| \| \| \| \| Zingiberales \| \| \| \| |
|  |                                                               |
|  | Commelinales                                                  |
|  |                                                               |
|  | Zingiberales                                                  |
|  |                                                               |

|  | Commelinales |
|  |              |
|  | Zingiberales |
|  |              |

|  | Poales                                                        |
|  |                                                               |
|  | \| \| Commelinales \| \| \| \| \| \| Zingiberales \| \| \| \| |
|  |                                                               |
|  | Commelinales                                                  |
|  |                                                               |
|  | Zingiberales                                                  |
|  |                                                               |

|  | Commelinales |
|  |              |
|  | Zingiberales |
|  |              |

|  | Poales                                                        |
|  |                                                               |
|  | \| \| Commelinales \| \| \| \| \| \| Zingiberales \| \| \| \| |
|  |                                                               |
|  | Commelinales                                                  |
|  |                                                               |
|  | Zingiberales                                                  |
|  |                                                               |

|  | Commelinales |
|  |              |
|  | Zingiberales |
|  |              |

|  | Poales                                                        |
|  |                                                               |
|  | \| \| Commelinales \| \| \| \| \| \| Zingiberales \| \| \| \| |
|  |                                                               |
|  | Commelinales                                                  |
|  |                                                               |
|  | Zingiberales                                                  |
|  |                                                               |

|  | Commelinales |
|  |              |
|  | Zingiberales |
|  |              |

|  | Poales                                                        |
|  |                                                               |
|  | \| \| Commelinales \| \| \| \| \| \| Zingiberales \| \| \| \| |
|  |                                                               |
|  | Commelinales                                                  |
|  |                                                               |
|  | Zingiberales                                                  |
|  |                                                               |

|  | Commelinales |
|  |              |
|  | Zingiberales |
|  |              |

|  | Poales                                                        |
|  |                                                               |
|  | \| \| Commelinales \| \| \| \| \| \| Zingiberales \| \| \| \| |
|  |                                                               |
|  | Commelinales                                                  |
|  |                                                               |
|  | Zingiberales                                                  |
|  |                                                               |

|  | Commelinales |
|  |              |
|  | Zingiberales |
|  |              |

|  | Poales                                                        |
|  |                                                               |
|  | \| \| Commelinales \| \| \| \| \| \| Zingiberales \| \| \| \| |
|  |                                                               |
|  | Commelinales                                                  |
|  |                                                               |
|  | Zingiberales                                                  |
|  |                                                               |

|  | Commelinales |
|  |              |
|  | Zingiberales |
|  |              |

|  | Poales                                                        |
|  |                                                               |
|  | \| \| Commelinales \| \| \| \| \| \| Zingiberales \| \| \| \| |
|  |                                                               |
|  | Commelinales                                                  |
|  |                                                               |
|  | Zingiberales                                                  |
|  |                                                               |

|  | Commelinales |
|  |              |
|  | Zingiberales |
|  |              |

|  | Poales                                                        |
|  |                                                               |
|  | \| \| Commelinales \| \| \| \| \| \| Zingiberales \| \| \| \| |
|  |                                                               |
|  | Commelinales                                                  |
|  |                                                               |
|  | Zingiberales                                                  |
|  |                                                               |

|  | Commelinales |
|  |              |
|  | Zingiberales |
|  |              |

|  | Poales                                                        |
|  |                                                               |
|  | \| \| Commelinales \| \| \| \| \| \| Zingiberales \| \| \| \| |
|  |                                                               |
|  | Commelinales                                                  |
|  |                                                               |
|  | Zingiberales                                                  |
|  |                                                               |

|  | Commelinales |
|  |              |
|  | Zingiberales |
|  |              |

|  | Poales                                                        |
|  |                                                               |
|  | \| \| Commelinales \| \| \| \| \| \| Zingiberales \| \| \| \| |
|  |                                                               |
|  | Commelinales                                                  |
|  |                                                               |
|  | Zingiberales                                                  |
|  |                                                               |

|  | Commelinales |
|  |              |
|  | Zingiberales |
|  |              |

|  | Poales                                                        |
|  |                                                               |
|  | \| \| Commelinales \| \| \| \| \| \| Zingiberales \| \| \| \| |
|  |                                                               |
|  | Commelinales                                                  |
|  |                                                               |
|  | Zingiberales                                                  |
|  |                                                               |

|  | Commelinales |
|  |              |
|  | Zingiberales |
|  |              |

|  | Poales                                                        |
|  |                                                               |
|  | \| \| Commelinales \| \| \| \| \| \| Zingiberales \| \| \| \| |
|  |                                                               |
|  | Commelinales                                                  |
|  |                                                               |
|  | Zingiberales                                                  |
|  |                                                               |

|  | Commelinales |
|  |              |
|  | Zingiberales |
|  |              |

|  | Poales                                                        |
|  |                                                               |
|  | \| \| Commelinales \| \| \| \| \| \| Zingiberales \| \| \| \| |
|  |                                                               |
|  | Commelinales                                                  |
|  |                                                               |
|  | Zingiberales                                                  |
|  |                                                               |

|  | Commelinales |
|  |              |
|  | Zingiberales |
|  |              |

|  | Dioscoreales |
|  |              |
|  | Pandanales   |
|  |              |

|  | Poales                                                        |
|  |                                                               |
|  | \| \| Commelinales \| \| \| \| \| \| Zingiberales \| \| \| \| |
|  |                                                               |
|  | Commelinales                                                  |
|  |                                                               |
|  | Zingiberales                                                  |
|  |                                                               |

|  | Commelinales |
|  |              |
|  | Zingiberales |
|  |              |

|  | Poales                                                        |
|  |                                                               |
|  | \| \| Commelinales \| \| \| \| \| \| Zingiberales \| \| \| \| |
|  |                                                               |
|  | Commelinales                                                  |
|  |                                                               |
|  | Zingiberales                                                  |
|  |                                                               |

|  | Commelinales |
|  |              |
|  | Zingiberales |
|  |              |

|  | Poales                                                        |
|  |                                                               |
|  | \| \| Commelinales \| \| \| \| \| \| Zingiberales \| \| \| \| |
|  |                                                               |
|  | Commelinales                                                  |
|  |                                                               |
|  | Zingiberales                                                  |
|  |                                                               |

|  | Commelinales |
|  |              |
|  | Zingiberales |
|  |              |

|  | Poales                                                        |
|  |                                                               |
|  | \| \| Commelinales \| \| \| \| \| \| Zingiberales \| \| \| \| |
|  |                                                               |
|  | Commelinales                                                  |
|  |                                                               |
|  | Zingiberales                                                  |
|  |                                                               |

|  | Commelinales |
|  |              |
|  | Zingiberales |
|  |              |

|  | Poales                                                        |
|  |                                                               |
|  | \| \| Commelinales \| \| \| \| \| \| Zingiberales \| \| \| \| |
|  |                                                               |
|  | Commelinales                                                  |
|  |                                                               |
|  | Zingiberales                                                  |
|  |                                                               |

|  | Commelinales |
|  |              |
|  | Zingiberales |
|  |              |

|  | Poales                                                        |
|  |                                                               |
|  | \| \| Commelinales \| \| \| \| \| \| Zingiberales \| \| \| \| |
|  |                                                               |
|  | Commelinales                                                  |
|  |                                                               |
|  | Zingiberales                                                  |
|  |                                                               |

|  | Commelinales |
|  |              |
|  | Zingiberales |
|  |              |

|  | Poales                                                        |
|  |                                                               |
|  | \| \| Commelinales \| \| \| \| \| \| Zingiberales \| \| \| \| |
|  |                                                               |
|  | Commelinales                                                  |
|  |                                                               |
|  | Zingiberales                                                  |
|  |                                                               |

|  | Commelinales |
|  |              |
|  | Zingiberales |
|  |              |

|  | Poales                                                        |
|  |                                                               |
|  | \| \| Commelinales \| \| \| \| \| \| Zingiberales \| \| \| \| |
|  |                                                               |
|  | Commelinales                                                  |
|  |                                                               |
|  | Zingiberales                                                  |
|  |                                                               |

|  | Commelinales |
|  |              |
|  | Zingiberales |
|  |              |

|  | Poales                                                        |
|  |                                                               |
|  | \| \| Commelinales \| \| \| \| \| \| Zingiberales \| \| \| \| |
|  |                                                               |
|  | Commelinales                                                  |
|  |                                                               |
|  | Zingiberales                                                  |
|  |                                                               |

|  | Commelinales |
|  |              |
|  | Zingiberales |
|  |              |

|  | Poales                                                        |
|  |                                                               |
|  | \| \| Commelinales \| \| \| \| \| \| Zingiberales \| \| \| \| |
|  |                                                               |
|  | Commelinales                                                  |
|  |                                                               |
|  | Zingiberales                                                  |
|  |                                                               |

|  | Commelinales |
|  |              |
|  | Zingiberales |
|  |              |

|  | Poales                                                        |
|  |                                                               |
|  | \| \| Commelinales \| \| \| \| \| \| Zingiberales \| \| \| \| |
|  |                                                               |
|  | Commelinales                                                  |
|  |                                                               |
|  | Zingiberales                                                  |
|  |                                                               |

|  | Commelinales |
|  |              |
|  | Zingiberales |
|  |              |

|  | Poales                                                        |
|  |                                                               |
|  | \| \| Commelinales \| \| \| \| \| \| Zingiberales \| \| \| \| |
|  |                                                               |
|  | Commelinales                                                  |
|  |                                                               |
|  | Zingiberales                                                  |
|  |                                                               |

|  | Commelinales |
|  |              |
|  | Zingiberales |
|  |              |

|  | Poales                                                        |
|  |                                                               |
|  | \| \| Commelinales \| \| \| \| \| \| Zingiberales \| \| \| \| |
|  |                                                               |
|  | Commelinales                                                  |
|  |                                                               |
|  | Zingiberales                                                  |
|  |                                                               |

|  | Commelinales |
|  |              |
|  | Zingiberales |
|  |              |

|  | Poales                                                        |
|  |                                                               |
|  | \| \| Commelinales \| \| \| \| \| \| Zingiberales \| \| \| \| |
|  |                                                               |
|  | Commelinales                                                  |
|  |                                                               |
|  | Zingiberales                                                  |
|  |                                                               |

|  | Commelinales |
|  |              |
|  | Zingiberales |
|  |              |

|  | Poales                                                        |
|  |                                                               |
|  | \| \| Commelinales \| \| \| \| \| \| Zingiberales \| \| \| \| |
|  |                                                               |
|  | Commelinales                                                  |
|  |                                                               |
|  | Zingiberales                                                  |
|  |                                                               |

|  | Commelinales |
|  |              |
|  | Zingiberales |
|  |              |

|  | Poales                                                        |
|  |                                                               |
|  | \| \| Commelinales \| \| \| \| \| \| Zingiberales \| \| \| \| |
|  |                                                               |
|  | Commelinales                                                  |
|  |                                                               |
|  | Zingiberales                                                  |
|  |                                                               |

|  | Commelinales |
|  |              |
|  | Zingiberales |
|  |              |

|  | Dioscoreales |
|  |              |
|  | Pandanales   |
|  |              |

|  | Poales                                                        |
|  |                                                               |
|  | \| \| Commelinales \| \| \| \| \| \| Zingiberales \| \| \| \| |
|  |                                                               |
|  | Commelinales                                                  |
|  |                                                               |
|  | Zingiberales                                                  |
|  |                                                               |

|  | Commelinales |
|  |              |
|  | Zingiberales |
|  |              |

|  | Poales                                                        |
|  |                                                               |
|  | \| \| Commelinales \| \| \| \| \| \| Zingiberales \| \| \| \| |
|  |                                                               |
|  | Commelinales                                                  |
|  |                                                               |
|  | Zingiberales                                                  |
|  |                                                               |

|  | Commelinales |
|  |              |
|  | Zingiberales |
|  |              |

|  | Poales                                                        |
|  |                                                               |
|  | \| \| Commelinales \| \| \| \| \| \| Zingiberales \| \| \| \| |
|  |                                                               |
|  | Commelinales                                                  |
|  |                                                               |
|  | Zingiberales                                                  |
|  |                                                               |

|  | Commelinales |
|  |              |
|  | Zingiberales |
|  |              |

|  | Poales                                                        |
|  |                                                               |
|  | \| \| Commelinales \| \| \| \| \| \| Zingiberales \| \| \| \| |
|  |                                                               |
|  | Commelinales                                                  |
|  |                                                               |
|  | Zingiberales                                                  |
|  |                                                               |

|  | Commelinales |
|  |              |
|  | Zingiberales |
|  |              |

|  | Poales                                                        |
|  |                                                               |
|  | \| \| Commelinales \| \| \| \| \| \| Zingiberales \| \| \| \| |
|  |                                                               |
|  | Commelinales                                                  |
|  |                                                               |
|  | Zingiberales                                                  |
|  |                                                               |

|  | Commelinales |
|  |              |
|  | Zingiberales |
|  |              |

|  | Poales                                                        |
|  |                                                               |
|  | \| \| Commelinales \| \| \| \| \| \| Zingiberales \| \| \| \| |
|  |                                                               |
|  | Commelinales                                                  |
|  |                                                               |
|  | Zingiberales                                                  |
|  |                                                               |

|  | Commelinales |
|  |              |
|  | Zingiberales |
|  |              |

|  | Poales                                                        |
|  |                                                               |
|  | \| \| Commelinales \| \| \| \| \| \| Zingiberales \| \| \| \| |
|  |                                                               |
|  | Commelinales                                                  |
|  |                                                               |
|  | Zingiberales                                                  |
|  |                                                               |

|  | Commelinales |
|  |              |
|  | Zingiberales |
|  |              |

|  | Poales                                                        |
|  |                                                               |
|  | \| \| Commelinales \| \| \| \| \| \| Zingiberales \| \| \| \| |
|  |                                                               |
|  | Commelinales                                                  |
|  |                                                               |
|  | Zingiberales                                                  |
|  |                                                               |

|  | Commelinales |
|  |              |
|  | Zingiberales |
|  |              |

|  | Poales                                                        |
|  |                                                               |
|  | \| \| Commelinales \| \| \| \| \| \| Zingiberales \| \| \| \| |
|  |                                                               |
|  | Commelinales                                                  |
|  |                                                               |
|  | Zingiberales                                                  |
|  |                                                               |

|  | Commelinales |
|  |              |
|  | Zingiberales |
|  |              |

|  | Poales                                                        |
|  |                                                               |
|  | \| \| Commelinales \| \| \| \| \| \| Zingiberales \| \| \| \| |
|  |                                                               |
|  | Commelinales                                                  |
|  |                                                               |
|  | Zingiberales                                                  |
|  |                                                               |

|  | Commelinales |
|  |              |
|  | Zingiberales |
|  |              |

|  | Poales                                                        |
|  |                                                               |
|  | \| \| Commelinales \| \| \| \| \| \| Zingiberales \| \| \| \| |
|  |                                                               |
|  | Commelinales                                                  |
|  |                                                               |
|  | Zingiberales                                                  |
|  |                                                               |

|  | Commelinales |
|  |              |
|  | Zingiberales |
|  |              |

|  | Poales                                                        |
|  |                                                               |
|  | \| \| Commelinales \| \| \| \| \| \| Zingiberales \| \| \| \| |
|  |                                                               |
|  | Commelinales                                                  |
|  |                                                               |
|  | Zingiberales                                                  |
|  |                                                               |

|  | Commelinales |
|  |              |
|  | Zingiberales |
|  |              |

|  | Poales                                                        |
|  |                                                               |
|  | \| \| Commelinales \| \| \| \| \| \| Zingiberales \| \| \| \| |
|  |                                                               |
|  | Commelinales                                                  |
|  |                                                               |
|  | Zingiberales                                                  |
|  |                                                               |

|  | Commelinales |
|  |              |
|  | Zingiberales |
|  |              |

|  | Poales                                                        |
|  |                                                               |
|  | \| \| Commelinales \| \| \| \| \| \| Zingiberales \| \| \| \| |
|  |                                                               |
|  | Commelinales                                                  |
|  |                                                               |
|  | Zingiberales                                                  |
|  |                                                               |

|  | Commelinales |
|  |              |
|  | Zingiberales |
|  |              |

|  | Poales                                                        |
|  |                                                               |
|  | \| \| Commelinales \| \| \| \| \| \| Zingiberales \| \| \| \| |
|  |                                                               |
|  | Commelinales                                                  |
|  |                                                               |
|  | Zingiberales                                                  |
|  |                                                               |

|  | Commelinales |
|  |              |
|  | Zingiberales |
|  |              |

|  | Poales                                                        |
|  |                                                               |
|  | \| \| Commelinales \| \| \| \| \| \| Zingiberales \| \| \| \| |
|  |                                                               |
|  | Commelinales                                                  |
|  |                                                               |
|  | Zingiberales                                                  |
|  |                                                               |

|  | Commelinales |
|  |              |
|  | Zingiberales |
|  |              |

|  | Dioscoreales |
|  |              |
|  | Pandanales   |
|  |              |

|  | Poales                                                        |
|  |                                                               |
|  | \| \| Commelinales \| \| \| \| \| \| Zingiberales \| \| \| \| |
|  |                                                               |
|  | Commelinales                                                  |
|  |                                                               |
|  | Zingiberales                                                  |
|  |                                                               |

|  | Commelinales |
|  |              |
|  | Zingiberales |
|  |              |

|  | Poales                                                        |
|  |                                                               |
|  | \| \| Commelinales \| \| \| \| \| \| Zingiberales \| \| \| \| |
|  |                                                               |
|  | Commelinales                                                  |
|  |                                                               |
|  | Zingiberales                                                  |
|  |                                                               |

|  | Commelinales |
|  |              |
|  | Zingiberales |
|  |              |

|  | Poales                                                        |
|  |                                                               |
|  | \| \| Commelinales \| \| \| \| \| \| Zingiberales \| \| \| \| |
|  |                                                               |
|  | Commelinales                                                  |
|  |                                                               |
|  | Zingiberales                                                  |
|  |                                                               |

|  | Commelinales |
|  |              |
|  | Zingiberales |
|  |              |

|  | Poales                                                        |
|  |                                                               |
|  | \| \| Commelinales \| \| \| \| \| \| Zingiberales \| \| \| \| |
|  |                                                               |
|  | Commelinales                                                  |
|  |                                                               |
|  | Zingiberales                                                  |
|  |                                                               |

|  | Commelinales |
|  |              |
|  | Zingiberales |
|  |              |

|  | Poales                                                        |
|  |                                                               |
|  | \| \| Commelinales \| \| \| \| \| \| Zingiberales \| \| \| \| |
|  |                                                               |
|  | Commelinales                                                  |
|  |                                                               |
|  | Zingiberales                                                  |
|  |                                                               |

|  | Commelinales |
|  |              |
|  | Zingiberales |
|  |              |

|  | Poales                                                        |
|  |                                                               |
|  | \| \| Commelinales \| \| \| \| \| \| Zingiberales \| \| \| \| |
|  |                                                               |
|  | Commelinales                                                  |
|  |                                                               |
|  | Zingiberales                                                  |
|  |                                                               |

|  | Commelinales |
|  |              |
|  | Zingiberales |
|  |              |

|  | Poales                                                        |
|  |                                                               |
|  | \| \| Commelinales \| \| \| \| \| \| Zingiberales \| \| \| \| |
|  |                                                               |
|  | Commelinales                                                  |
|  |                                                               |
|  | Zingiberales                                                  |
|  |                                                               |

|  | Commelinales |
|  |              |
|  | Zingiberales |
|  |              |

|  | Poales                                                        |
|  |                                                               |
|  | \| \| Commelinales \| \| \| \| \| \| Zingiberales \| \| \| \| |
|  |                                                               |
|  | Commelinales                                                  |
|  |                                                               |
|  | Zingiberales                                                  |
|  |                                                               |

|  | Commelinales |
|  |              |
|  | Zingiberales |
|  |              |

|  | Poales                                                        |
|  |                                                               |
|  | \| \| Commelinales \| \| \| \| \| \| Zingiberales \| \| \| \| |
|  |                                                               |
|  | Commelinales                                                  |
|  |                                                               |
|  | Zingiberales                                                  |
|  |                                                               |

|  | Commelinales |
|  |              |
|  | Zingiberales |
|  |              |

|  | Poales                                                        |
|  |                                                               |
|  | \| \| Commelinales \| \| \| \| \| \| Zingiberales \| \| \| \| |
|  |                                                               |
|  | Commelinales                                                  |
|  |                                                               |
|  | Zingiberales                                                  |
|  |                                                               |

|  | Commelinales |
|  |              |
|  | Zingiberales |
|  |              |

|  | Poales                                                        |
|  |                                                               |
|  | \| \| Commelinales \| \| \| \| \| \| Zingiberales \| \| \| \| |
|  |                                                               |
|  | Commelinales                                                  |
|  |                                                               |
|  | Zingiberales                                                  |
|  |                                                               |

|  | Commelinales |
|  |              |
|  | Zingiberales |
|  |              |

|  | Poales                                                        |
|  |                                                               |
|  | \| \| Commelinales \| \| \| \| \| \| Zingiberales \| \| \| \| |
|  |                                                               |
|  | Commelinales                                                  |
|  |                                                               |
|  | Zingiberales                                                  |
|  |                                                               |

|  | Commelinales |
|  |              |
|  | Zingiberales |
|  |              |

|  | Poales                                                        |
|  |                                                               |
|  | \| \| Commelinales \| \| \| \| \| \| Zingiberales \| \| \| \| |
|  |                                                               |
|  | Commelinales                                                  |
|  |                                                               |
|  | Zingiberales                                                  |
|  |                                                               |

|  | Commelinales |
|  |              |
|  | Zingiberales |
|  |              |

|  | Poales                                                        |
|  |                                                               |
|  | \| \| Commelinales \| \| \| \| \| \| Zingiberales \| \| \| \| |
|  |                                                               |
|  | Commelinales                                                  |
|  |                                                               |
|  | Zingiberales                                                  |
|  |                                                               |

|  | Commelinales |
|  |              |
|  | Zingiberales |
|  |              |

|  | Poales                                                        |
|  |                                                               |
|  | \| \| Commelinales \| \| \| \| \| \| Zingiberales \| \| \| \| |
|  |                                                               |
|  | Commelinales                                                  |
|  |                                                               |
|  | Zingiberales                                                  |
|  |                                                               |

|  | Commelinales |
|  |              |
|  | Zingiberales |
|  |              |

|  | Poales                                                        |
|  |                                                               |
|  | \| \| Commelinales \| \| \| \| \| \| Zingiberales \| \| \| \| |
|  |                                                               |
|  | Commelinales                                                  |
|  |                                                               |
|  | Zingiberales                                                  |
|  |                                                               |

|  | Commelinales |
|  |              |
|  | Zingiberales |
|  |              |

|  | Dioscoreales |
|  |              |
|  | Pandanales   |
|  |              |

|  | Poales                                                        |
|  |                                                               |
|  | \| \| Commelinales \| \| \| \| \| \| Zingiberales \| \| \| \| |
|  |                                                               |
|  | Commelinales                                                  |
|  |                                                               |
|  | Zingiberales                                                  |
|  |                                                               |

|  | Commelinales |
|  |              |
|  | Zingiberales |
|  |              |

|  | Poales                                                        |
|  |                                                               |
|  | \| \| Commelinales \| \| \| \| \| \| Zingiberales \| \| \| \| |
|  |                                                               |
|  | Commelinales                                                  |
|  |                                                               |
|  | Zingiberales                                                  |
|  |                                                               |

|  | Commelinales |
|  |              |
|  | Zingiberales |
|  |              |

|  | Poales                                                        |
|  |                                                               |
|  | \| \| Commelinales \| \| \| \| \| \| Zingiberales \| \| \| \| |
|  |                                                               |
|  | Commelinales                                                  |
|  |                                                               |
|  | Zingiberales                                                  |
|  |                                                               |

|  | Commelinales |
|  |              |
|  | Zingiberales |
|  |              |

|  | Poales                                                        |
|  |                                                               |
|  | \| \| Commelinales \| \| \| \| \| \| Zingiberales \| \| \| \| |
|  |                                                               |
|  | Commelinales                                                  |
|  |                                                               |
|  | Zingiberales                                                  |
|  |                                                               |

|  | Commelinales |
|  |              |
|  | Zingiberales |
|  |              |

|  | Poales                                                        |
|  |                                                               |
|  | \| \| Commelinales \| \| \| \| \| \| Zingiberales \| \| \| \| |
|  |                                                               |
|  | Commelinales                                                  |
|  |                                                               |
|  | Zingiberales                                                  |
|  |                                                               |

|  | Commelinales |
|  |              |
|  | Zingiberales |
|  |              |

|  | Poales                                                        |
|  |                                                               |
|  | \| \| Commelinales \| \| \| \| \| \| Zingiberales \| \| \| \| |
|  |                                                               |
|  | Commelinales                                                  |
|  |                                                               |
|  | Zingiberales                                                  |
|  |                                                               |

|  | Commelinales |
|  |              |
|  | Zingiberales |
|  |              |

|  | Poales                                                        |
|  |                                                               |
|  | \| \| Commelinales \| \| \| \| \| \| Zingiberales \| \| \| \| |
|  |                                                               |
|  | Commelinales                                                  |
|  |                                                               |
|  | Zingiberales                                                  |
|  |                                                               |

|  | Commelinales |
|  |              |
|  | Zingiberales |
|  |              |

|  | Poales                                                        |
|  |                                                               |
|  | \| \| Commelinales \| \| \| \| \| \| Zingiberales \| \| \| \| |
|  |                                                               |
|  | Commelinales                                                  |
|  |                                                               |
|  | Zingiberales                                                  |
|  |                                                               |

|  | Commelinales |
|  |              |
|  | Zingiberales |
|  |              |

|  | Poales                                                        |
|  |                                                               |
|  | \| \| Commelinales \| \| \| \| \| \| Zingiberales \| \| \| \| |
|  |                                                               |
|  | Commelinales                                                  |
|  |                                                               |
|  | Zingiberales                                                  |
|  |                                                               |

|  | Commelinales |
|  |              |
|  | Zingiberales |
|  |              |

|  | Poales                                                        |
|  |                                                               |
|  | \| \| Commelinales \| \| \| \| \| \| Zingiberales \| \| \| \| |
|  |                                                               |
|  | Commelinales                                                  |
|  |                                                               |
|  | Zingiberales                                                  |
|  |                                                               |

|  | Commelinales |
|  |              |
|  | Zingiberales |
|  |              |

|  | Poales                                                        |
|  |                                                               |
|  | \| \| Commelinales \| \| \| \| \| \| Zingiberales \| \| \| \| |
|  |                                                               |
|  | Commelinales                                                  |
|  |                                                               |
|  | Zingiberales                                                  |
|  |                                                               |

|  | Commelinales |
|  |              |
|  | Zingiberales |
|  |              |

|  | Poales                                                        |
|  |                                                               |
|  | \| \| Commelinales \| \| \| \| \| \| Zingiberales \| \| \| \| |
|  |                                                               |
|  | Commelinales                                                  |
|  |                                                               |
|  | Zingiberales                                                  |
|  |                                                               |

|  | Commelinales |
|  |              |
|  | Zingiberales |
|  |              |

|  | Poales                                                        |
|  |                                                               |
|  | \| \| Commelinales \| \| \| \| \| \| Zingiberales \| \| \| \| |
|  |                                                               |
|  | Commelinales                                                  |
|  |                                                               |
|  | Zingiberales                                                  |
|  |                                                               |

|  | Commelinales |
|  |              |
|  | Zingiberales |
|  |              |

|  | Poales                                                        |
|  |                                                               |
|  | \| \| Commelinales \| \| \| \| \| \| Zingiberales \| \| \| \| |
|  |                                                               |
|  | Commelinales                                                  |
|  |                                                               |
|  | Zingiberales                                                  |
|  |                                                               |

|  | Commelinales |
|  |              |
|  | Zingiberales |
|  |              |

|  | Poales                                                        |
|  |                                                               |
|  | \| \| Commelinales \| \| \| \| \| \| Zingiberales \| \| \| \| |
|  |                                                               |
|  | Commelinales                                                  |
|  |                                                               |
|  | Zingiberales                                                  |
|  |                                                               |

|  | Commelinales |
|  |              |
|  | Zingiberales |
|  |              |

|  | Poales                                                        |
|  |                                                               |
|  | \| \| Commelinales \| \| \| \| \| \| Zingiberales \| \| \| \| |
|  |                                                               |
|  | Commelinales                                                  |
|  |                                                               |
|  | Zingiberales                                                  |
|  |                                                               |

|  | Commelinales |
|  |              |
|  | Zingiberales |
|  |              |

|  | Dioscoreales |
|  |              |
|  | Pandanales   |
|  |              |

|  | Poales                                                        |
|  |                                                               |
|  | \| \| Commelinales \| \| \| \| \| \| Zingiberales \| \| \| \| |
|  |                                                               |
|  | Commelinales                                                  |
|  |                                                               |
|  | Zingiberales                                                  |
|  |                                                               |

|  | Commelinales |
|  |              |
|  | Zingiberales |
|  |              |

|  | Poales                                                        |
|  |                                                               |
|  | \| \| Commelinales \| \| \| \| \| \| Zingiberales \| \| \| \| |
|  |                                                               |
|  | Commelinales                                                  |
|  |                                                               |
|  | Zingiberales                                                  |
|  |                                                               |

|  | Commelinales |
|  |              |
|  | Zingiberales |
|  |              |

|  | Poales                                                        |
|  |                                                               |
|  | \| \| Commelinales \| \| \| \| \| \| Zingiberales \| \| \| \| |
|  |                                                               |
|  | Commelinales                                                  |
|  |                                                               |
|  | Zingiberales                                                  |
|  |                                                               |

|  | Commelinales |
|  |              |
|  | Zingiberales |
|  |              |

|  | Poales                                                        |
|  |                                                               |
|  | \| \| Commelinales \| \| \| \| \| \| Zingiberales \| \| \| \| |
|  |                                                               |
|  | Commelinales                                                  |
|  |                                                               |
|  | Zingiberales                                                  |
|  |                                                               |

|  | Commelinales |
|  |              |
|  | Zingiberales |
|  |              |

|  | Poales                                                        |
|  |                                                               |
|  | \| \| Commelinales \| \| \| \| \| \| Zingiberales \| \| \| \| |
|  |                                                               |
|  | Commelinales                                                  |
|  |                                                               |
|  | Zingiberales                                                  |
|  |                                                               |

|  | Commelinales |
|  |              |
|  | Zingiberales |
|  |              |

|  | Poales                                                        |
|  |                                                               |
|  | \| \| Commelinales \| \| \| \| \| \| Zingiberales \| \| \| \| |
|  |                                                               |
|  | Commelinales                                                  |
|  |                                                               |
|  | Zingiberales                                                  |
|  |                                                               |

|  | Commelinales |
|  |              |
|  | Zingiberales |
|  |              |

|  | Poales                                                        |
|  |                                                               |
|  | \| \| Commelinales \| \| \| \| \| \| Zingiberales \| \| \| \| |
|  |                                                               |
|  | Commelinales                                                  |
|  |                                                               |
|  | Zingiberales                                                  |
|  |                                                               |

|  | Commelinales |
|  |              |
|  | Zingiberales |
|  |              |

|  | Poales                                                        |
|  |                                                               |
|  | \| \| Commelinales \| \| \| \| \| \| Zingiberales \| \| \| \| |
|  |                                                               |
|  | Commelinales                                                  |
|  |                                                               |
|  | Zingiberales                                                  |
|  |                                                               |

|  | Commelinales |
|  |              |
|  | Zingiberales |
|  |              |

|  | Poales                                                        |
|  |                                                               |
|  | \| \| Commelinales \| \| \| \| \| \| Zingiberales \| \| \| \| |
|  |                                                               |
|  | Commelinales                                                  |
|  |                                                               |
|  | Zingiberales                                                  |
|  |                                                               |

|  | Commelinales |
|  |              |
|  | Zingiberales |
|  |              |

|  | Poales                                                        |
|  |                                                               |
|  | \| \| Commelinales \| \| \| \| \| \| Zingiberales \| \| \| \| |
|  |                                                               |
|  | Commelinales                                                  |
|  |                                                               |
|  | Zingiberales                                                  |
|  |                                                               |

|  | Commelinales |
|  |              |
|  | Zingiberales |
|  |              |

|  | Poales                                                        |
|  |                                                               |
|  | \| \| Commelinales \| \| \| \| \| \| Zingiberales \| \| \| \| |
|  |                                                               |
|  | Commelinales                                                  |
|  |                                                               |
|  | Zingiberales                                                  |
|  |                                                               |

|  | Commelinales |
|  |              |
|  | Zingiberales |
|  |              |

|  | Poales                                                        |
|  |                                                               |
|  | \| \| Commelinales \| \| \| \| \| \| Zingiberales \| \| \| \| |
|  |                                                               |
|  | Commelinales                                                  |
|  |                                                               |
|  | Zingiberales                                                  |
|  |                                                               |

|  | Commelinales |
|  |              |
|  | Zingiberales |
|  |              |

|  | Poales                                                        |
|  |                                                               |
|  | \| \| Commelinales \| \| \| \| \| \| Zingiberales \| \| \| \| |
|  |                                                               |
|  | Commelinales                                                  |
|  |                                                               |
|  | Zingiberales                                                  |
|  |                                                               |

|  | Commelinales |
|  |              |
|  | Zingiberales |
|  |              |

|  | Poales                                                        |
|  |                                                               |
|  | \| \| Commelinales \| \| \| \| \| \| Zingiberales \| \| \| \| |
|  |                                                               |
|  | Commelinales                                                  |
|  |                                                               |
|  | Zingiberales                                                  |
|  |                                                               |

|  | Commelinales |
|  |              |
|  | Zingiberales |
|  |              |

|  | Poales                                                        |
|  |                                                               |
|  | \| \| Commelinales \| \| \| \| \| \| Zingiberales \| \| \| \| |
|  |                                                               |
|  | Commelinales                                                  |
|  |                                                               |
|  | Zingiberales                                                  |
|  |                                                               |

|  | Commelinales |
|  |              |
|  | Zingiberales |
|  |              |

|  | Poales                                                        |
|  |                                                               |
|  | \| \| Commelinales \| \| \| \| \| \| Zingiberales \| \| \| \| |
|  |                                                               |
|  | Commelinales                                                  |
|  |                                                               |
|  | Zingiberales                                                  |
|  |                                                               |

|  | Commelinales |
|  |              |
|  | Zingiberales |
|  |              |

|  | Dioscoreales |
|  |              |
|  | Pandanales   |
|  |              |

|  | Poales                                                        |
|  |                                                               |
|  | \| \| Commelinales \| \| \| \| \| \| Zingiberales \| \| \| \| |
|  |                                                               |
|  | Commelinales                                                  |
|  |                                                               |
|  | Zingiberales                                                  |
|  |                                                               |

|  | Commelinales |
|  |              |
|  | Zingiberales |
|  |              |

|  | Poales                                                        |
|  |                                                               |
|  | \| \| Commelinales \| \| \| \| \| \| Zingiberales \| \| \| \| |
|  |                                                               |
|  | Commelinales                                                  |
|  |                                                               |
|  | Zingiberales                                                  |
|  |                                                               |

|  | Commelinales |
|  |              |
|  | Zingiberales |
|  |              |

|  | Poales                                                        |
|  |                                                               |
|  | \| \| Commelinales \| \| \| \| \| \| Zingiberales \| \| \| \| |
|  |                                                               |
|  | Commelinales                                                  |
|  |                                                               |
|  | Zingiberales                                                  |
|  |                                                               |

|  | Commelinales |
|  |              |
|  | Zingiberales |
|  |              |

|  | Poales                                                        |
|  |                                                               |
|  | \| \| Commelinales \| \| \| \| \| \| Zingiberales \| \| \| \| |
|  |                                                               |
|  | Commelinales                                                  |
|  |                                                               |
|  | Zingiberales                                                  |
|  |                                                               |

|  | Commelinales |
|  |              |
|  | Zingiberales |
|  |              |

|  | Poales                                                        |
|  |                                                               |
|  | \| \| Commelinales \| \| \| \| \| \| Zingiberales \| \| \| \| |
|  |                                                               |
|  | Commelinales                                                  |
|  |                                                               |
|  | Zingiberales                                                  |
|  |                                                               |

|  | Commelinales |
|  |              |
|  | Zingiberales |
|  |              |

|  | Poales                                                        |
|  |                                                               |
|  | \| \| Commelinales \| \| \| \| \| \| Zingiberales \| \| \| \| |
|  |                                                               |
|  | Commelinales                                                  |
|  |                                                               |
|  | Zingiberales                                                  |
|  |                                                               |

|  | Commelinales |
|  |              |
|  | Zingiberales |
|  |              |

|  | Poales                                                        |
|  |                                                               |
|  | \| \| Commelinales \| \| \| \| \| \| Zingiberales \| \| \| \| |
|  |                                                               |
|  | Commelinales                                                  |
|  |                                                               |
|  | Zingiberales                                                  |
|  |                                                               |

|  | Commelinales |
|  |              |
|  | Zingiberales |
|  |              |

|  | Poales                                                        |
|  |                                                               |
|  | \| \| Commelinales \| \| \| \| \| \| Zingiberales \| \| \| \| |
|  |                                                               |
|  | Commelinales                                                  |
|  |                                                               |
|  | Zingiberales                                                  |
|  |                                                               |

|  | Commelinales |
|  |              |
|  | Zingiberales |
|  |              |

|  | Poales                                                        |
|  |                                                               |
|  | \| \| Commelinales \| \| \| \| \| \| Zingiberales \| \| \| \| |
|  |                                                               |
|  | Commelinales                                                  |
|  |                                                               |
|  | Zingiberales                                                  |
|  |                                                               |

|  | Commelinales |
|  |              |
|  | Zingiberales |
|  |              |

|  | Poales                                                        |
|  |                                                               |
|  | \| \| Commelinales \| \| \| \| \| \| Zingiberales \| \| \| \| |
|  |                                                               |
|  | Commelinales                                                  |
|  |                                                               |
|  | Zingiberales                                                  |
|  |                                                               |

|  | Commelinales |
|  |              |
|  | Zingiberales |
|  |              |

|  | Poales                                                        |
|  |                                                               |
|  | \| \| Commelinales \| \| \| \| \| \| Zingiberales \| \| \| \| |
|  |                                                               |
|  | Commelinales                                                  |
|  |                                                               |
|  | Zingiberales                                                  |
|  |                                                               |

|  | Commelinales |
|  |              |
|  | Zingiberales |
|  |              |

|  | Poales                                                        |
|  |                                                               |
|  | \| \| Commelinales \| \| \| \| \| \| Zingiberales \| \| \| \| |
|  |                                                               |
|  | Commelinales                                                  |
|  |                                                               |
|  | Zingiberales                                                  |
|  |                                                               |

|  | Commelinales |
|  |              |
|  | Zingiberales |
|  |              |

|  | Poales                                                        |
|  |                                                               |
|  | \| \| Commelinales \| \| \| \| \| \| Zingiberales \| \| \| \| |
|  |                                                               |
|  | Commelinales                                                  |
|  |                                                               |
|  | Zingiberales                                                  |
|  |                                                               |

|  | Commelinales |
|  |              |
|  | Zingiberales |
|  |              |

|  | Poales                                                        |
|  |                                                               |
|  | \| \| Commelinales \| \| \| \| \| \| Zingiberales \| \| \| \| |
|  |                                                               |
|  | Commelinales                                                  |
|  |                                                               |
|  | Zingiberales                                                  |
|  |                                                               |

|  | Commelinales |
|  |              |
|  | Zingiberales |
|  |              |

|  | Poales                                                        |
|  |                                                               |
|  | \| \| Commelinales \| \| \| \| \| \| Zingiberales \| \| \| \| |
|  |                                                               |
|  | Commelinales                                                  |
|  |                                                               |
|  | Zingiberales                                                  |
|  |                                                               |

|  | Commelinales |
|  |              |
|  | Zingiberales |
|  |              |

|  | Poales                                                        |
|  |                                                               |
|  | \| \| Commelinales \| \| \| \| \| \| Zingiberales \| \| \| \| |
|  |                                                               |
|  | Commelinales                                                  |
|  |                                                               |
|  | Zingiberales                                                  |
|  |                                                               |

|  | Commelinales |
|  |              |
|  | Zingiberales |
|  |              |

|  | Dioscoreales |
|  |              |
|  | Pandanales   |
|  |              |

|  | Poales                                                        |
|  |                                                               |
|  | \| \| Commelinales \| \| \| \| \| \| Zingiberales \| \| \| \| |
|  |                                                               |
|  | Commelinales                                                  |
|  |                                                               |
|  | Zingiberales                                                  |
|  |                                                               |

|  | Commelinales |
|  |              |
|  | Zingiberales |
|  |              |

|  | Poales                                                        |
|  |                                                               |
|  | \| \| Commelinales \| \| \| \| \| \| Zingiberales \| \| \| \| |
|  |                                                               |
|  | Commelinales                                                  |
|  |                                                               |
|  | Zingiberales                                                  |
|  |                                                               |

|  | Commelinales |
|  |              |
|  | Zingiberales |
|  |              |

|  | Poales                                                        |
|  |                                                               |
|  | \| \| Commelinales \| \| \| \| \| \| Zingiberales \| \| \| \| |
|  |                                                               |
|  | Commelinales                                                  |
|  |                                                               |
|  | Zingiberales                                                  |
|  |                                                               |

|  | Commelinales |
|  |              |
|  | Zingiberales |
|  |              |

|  | Poales                                                        |
|  |                                                               |
|  | \| \| Commelinales \| \| \| \| \| \| Zingiberales \| \| \| \| |
|  |                                                               |
|  | Commelinales                                                  |
|  |                                                               |
|  | Zingiberales                                                  |
|  |                                                               |

|  | Commelinales |
|  |              |
|  | Zingiberales |
|  |              |

|  | Poales                                                        |
|  |                                                               |
|  | \| \| Commelinales \| \| \| \| \| \| Zingiberales \| \| \| \| |
|  |                                                               |
|  | Commelinales                                                  |
|  |                                                               |
|  | Zingiberales                                                  |
|  |                                                               |

|  | Commelinales |
|  |              |
|  | Zingiberales |
|  |              |

|  | Poales                                                        |
|  |                                                               |
|  | \| \| Commelinales \| \| \| \| \| \| Zingiberales \| \| \| \| |
|  |                                                               |
|  | Commelinales                                                  |
|  |                                                               |
|  | Zingiberales                                                  |
|  |                                                               |

|  | Commelinales |
|  |              |
|  | Zingiberales |
|  |              |

|  | Poales                                                        |
|  |                                                               |
|  | \| \| Commelinales \| \| \| \| \| \| Zingiberales \| \| \| \| |
|  |                                                               |
|  | Commelinales                                                  |
|  |                                                               |
|  | Zingiberales                                                  |
|  |                                                               |

|  | Commelinales |
|  |              |
|  | Zingiberales |
|  |              |

|  | Poales                                                        |
|  |                                                               |
|  | \| \| Commelinales \| \| \| \| \| \| Zingiberales \| \| \| \| |
|  |                                                               |
|  | Commelinales                                                  |
|  |                                                               |
|  | Zingiberales                                                  |
|  |                                                               |

|  | Commelinales |
|  |              |
|  | Zingiberales |
|  |              |

|  | Poales                                                        |
|  |                                                               |
|  | \| \| Commelinales \| \| \| \| \| \| Zingiberales \| \| \| \| |
|  |                                                               |
|  | Commelinales                                                  |
|  |                                                               |
|  | Zingiberales                                                  |
|  |                                                               |

|  | Commelinales |
|  |              |
|  | Zingiberales |
|  |              |

|  | Poales                                                        |
|  |                                                               |
|  | \| \| Commelinales \| \| \| \| \| \| Zingiberales \| \| \| \| |
|  |                                                               |
|  | Commelinales                                                  |
|  |                                                               |
|  | Zingiberales                                                  |
|  |                                                               |

|  | Commelinales |
|  |              |
|  | Zingiberales |
|  |              |

|  | Poales                                                        |
|  |                                                               |
|  | \| \| Commelinales \| \| \| \| \| \| Zingiberales \| \| \| \| |
|  |                                                               |
|  | Commelinales                                                  |
|  |                                                               |
|  | Zingiberales                                                  |
|  |                                                               |

|  | Commelinales |
|  |              |
|  | Zingiberales |
|  |              |

|  | Poales                                                        |
|  |                                                               |
|  | \| \| Commelinales \| \| \| \| \| \| Zingiberales \| \| \| \| |
|  |                                                               |
|  | Commelinales                                                  |
|  |                                                               |
|  | Zingiberales                                                  |
|  |                                                               |

|  | Commelinales |
|  |              |
|  | Zingiberales |
|  |              |

|  | Poales                                                        |
|  |                                                               |
|  | \| \| Commelinales \| \| \| \| \| \| Zingiberales \| \| \| \| |
|  |                                                               |
|  | Commelinales                                                  |
|  |                                                               |
|  | Zingiberales                                                  |
|  |                                                               |

|  | Commelinales |
|  |              |
|  | Zingiberales |
|  |              |

|  | Poales                                                        |
|  |                                                               |
|  | \| \| Commelinales \| \| \| \| \| \| Zingiberales \| \| \| \| |
|  |                                                               |
|  | Commelinales                                                  |
|  |                                                               |
|  | Zingiberales                                                  |
|  |                                                               |

|  | Commelinales |
|  |              |
|  | Zingiberales |
|  |              |

|  | Poales                                                        |
|  |                                                               |
|  | \| \| Commelinales \| \| \| \| \| \| Zingiberales \| \| \| \| |
|  |                                                               |
|  | Commelinales                                                  |
|  |                                                               |
|  | Zingiberales                                                  |
|  |                                                               |

|  | Commelinales |
|  |              |
|  | Zingiberales |
|  |              |

|  | Poales                                                        |
|  |                                                               |
|  | \| \| Commelinales \| \| \| \| \| \| Zingiberales \| \| \| \| |
|  |                                                               |
|  | Commelinales                                                  |
|  |                                                               |
|  | Zingiberales                                                  |
|  |                                                               |

|  | Commelinales |
|  |              |
|  | Zingiberales |
|  |              |

|  | Dioscoreales |
|  |              |
|  | Pandanales   |
|  |              |

|  | Poales                                                        |
|  |                                                               |
|  | \| \| Commelinales \| \| \| \| \| \| Zingiberales \| \| \| \| |
|  |                                                               |
|  | Commelinales                                                  |
|  |                                                               |
|  | Zingiberales                                                  |
|  |                                                               |

|  | Commelinales |
|  |              |
|  | Zingiberales |
|  |              |

|  | Poales                                                        |
|  |                                                               |
|  | \| \| Commelinales \| \| \| \| \| \| Zingiberales \| \| \| \| |
|  |                                                               |
|  | Commelinales                                                  |
|  |                                                               |
|  | Zingiberales                                                  |
|  |                                                               |

|  | Commelinales |
|  |              |
|  | Zingiberales |
|  |              |

|  | Poales                                                        |
|  |                                                               |
|  | \| \| Commelinales \| \| \| \| \| \| Zingiberales \| \| \| \| |
|  |                                                               |
|  | Commelinales                                                  |
|  |                                                               |
|  | Zingiberales                                                  |
|  |                                                               |

|  | Commelinales |
|  |              |
|  | Zingiberales |
|  |              |

|  | Poales                                                        |
|  |                                                               |
|  | \| \| Commelinales \| \| \| \| \| \| Zingiberales \| \| \| \| |
|  |                                                               |
|  | Commelinales                                                  |
|  |                                                               |
|  | Zingiberales                                                  |
|  |                                                               |

|  | Commelinales |
|  |              |
|  | Zingiberales |
|  |              |

|  | Poales                                                        |
|  |                                                               |
|  | \| \| Commelinales \| \| \| \| \| \| Zingiberales \| \| \| \| |
|  |                                                               |
|  | Commelinales                                                  |
|  |                                                               |
|  | Zingiberales                                                  |
|  |                                                               |

|  | Commelinales |
|  |              |
|  | Zingiberales |
|  |              |

|  | Poales                                                        |
|  |                                                               |
|  | \| \| Commelinales \| \| \| \| \| \| Zingiberales \| \| \| \| |
|  |                                                               |
|  | Commelinales                                                  |
|  |                                                               |
|  | Zingiberales                                                  |
|  |                                                               |

|  | Commelinales |
|  |              |
|  | Zingiberales |
|  |              |

|  | Poales                                                        |
|  |                                                               |
|  | \| \| Commelinales \| \| \| \| \| \| Zingiberales \| \| \| \| |
|  |                                                               |
|  | Commelinales                                                  |
|  |                                                               |
|  | Zingiberales                                                  |
|  |                                                               |

|  | Commelinales |
|  |              |
|  | Zingiberales |
|  |              |

|  | Poales                                                        |
|  |                                                               |
|  | \| \| Commelinales \| \| \| \| \| \| Zingiberales \| \| \| \| |
|  |                                                               |
|  | Commelinales                                                  |
|  |                                                               |
|  | Zingiberales                                                  |
|  |                                                               |

|  | Commelinales |
|  |              |
|  | Zingiberales |
|  |              |

|  | Poales                                                        |
|  |                                                               |
|  | \| \| Commelinales \| \| \| \| \| \| Zingiberales \| \| \| \| |
|  |                                                               |
|  | Commelinales                                                  |
|  |                                                               |
|  | Zingiberales                                                  |
|  |                                                               |

|  | Commelinales |
|  |              |
|  | Zingiberales |
|  |              |

|  | Poales                                                        |
|  |                                                               |
|  | \| \| Commelinales \| \| \| \| \| \| Zingiberales \| \| \| \| |
|  |                                                               |
|  | Commelinales                                                  |
|  |                                                               |
|  | Zingiberales                                                  |
|  |                                                               |

|  | Commelinales |
|  |              |
|  | Zingiberales |
|  |              |

|  | Poales                                                        |
|  |                                                               |
|  | \| \| Commelinales \| \| \| \| \| \| Zingiberales \| \| \| \| |
|  |                                                               |
|  | Commelinales                                                  |
|  |                                                               |
|  | Zingiberales                                                  |
|  |                                                               |

|  | Commelinales |
|  |              |
|  | Zingiberales |
|  |              |

|  | Poales                                                        |
|  |                                                               |
|  | \| \| Commelinales \| \| \| \| \| \| Zingiberales \| \| \| \| |
|  |                                                               |
|  | Commelinales                                                  |
|  |                                                               |
|  | Zingiberales                                                  |
|  |                                                               |

|  | Commelinales |
|  |              |
|  | Zingiberales |
|  |              |

|  | Poales                                                        |
|  |                                                               |
|  | \| \| Commelinales \| \| \| \| \| \| Zingiberales \| \| \| \| |
|  |                                                               |
|  | Commelinales                                                  |
|  |                                                               |
|  | Zingiberales                                                  |
|  |                                                               |

|  | Commelinales |
|  |              |
|  | Zingiberales |
|  |              |

|  | Poales                                                        |
|  |                                                               |
|  | \| \| Commelinales \| \| \| \| \| \| Zingiberales \| \| \| \| |
|  |                                                               |
|  | Commelinales                                                  |
|  |                                                               |
|  | Zingiberales                                                  |
|  |                                                               |

|  | Commelinales |
|  |              |
|  | Zingiberales |
|  |              |

|  | Poales                                                        |
|  |                                                               |
|  | \| \| Commelinales \| \| \| \| \| \| Zingiberales \| \| \| \| |
|  |                                                               |
|  | Commelinales                                                  |
|  |                                                               |
|  | Zingiberales                                                  |
|  |                                                               |

|  | Commelinales |
|  |              |
|  | Zingiberales |
|  |              |

|  | Poales                                                        |
|  |                                                               |
|  | \| \| Commelinales \| \| \| \| \| \| Zingiberales \| \| \| \| |
|  |                                                               |
|  | Commelinales                                                  |
|  |                                                               |
|  | Zingiberales                                                  |
|  |                                                               |

|  | Commelinales |
|  |              |
|  | Zingiberales |
|  |              |

|  | Dioscoreales |
|  |              |
|  | Pandanales   |
|  |              |

|  | Poales                                                        |
|  |                                                               |
|  | \| \| Commelinales \| \| \| \| \| \| Zingiberales \| \| \| \| |
|  |                                                               |
|  | Commelinales                                                  |
|  |                                                               |
|  | Zingiberales                                                  |
|  |                                                               |

|  | Commelinales |
|  |              |
|  | Zingiberales |
|  |              |

|  | Poales                                                        |
|  |                                                               |
|  | \| \| Commelinales \| \| \| \| \| \| Zingiberales \| \| \| \| |
|  |                                                               |
|  | Commelinales                                                  |
|  |                                                               |
|  | Zingiberales                                                  |
|  |                                                               |

|  | Commelinales |
|  |              |
|  | Zingiberales |
|  |              |

|  | Poales                                                        |
|  |                                                               |
|  | \| \| Commelinales \| \| \| \| \| \| Zingiberales \| \| \| \| |
|  |                                                               |
|  | Commelinales                                                  |
|  |                                                               |
|  | Zingiberales                                                  |
|  |                                                               |

|  | Commelinales |
|  |              |
|  | Zingiberales |
|  |              |

|  | Poales                                                        |
|  |                                                               |
|  | \| \| Commelinales \| \| \| \| \| \| Zingiberales \| \| \| \| |
|  |                                                               |
|  | Commelinales                                                  |
|  |                                                               |
|  | Zingiberales                                                  |
|  |                                                               |

|  | Commelinales |
|  |              |
|  | Zingiberales |
|  |              |

|  | Poales                                                        |
|  |                                                               |
|  | \| \| Commelinales \| \| \| \| \| \| Zingiberales \| \| \| \| |
|  |                                                               |
|  | Commelinales                                                  |
|  |                                                               |
|  | Zingiberales                                                  |
|  |                                                               |

|  | Commelinales |
|  |              |
|  | Zingiberales |
|  |              |

|  | Poales                                                        |
|  |                                                               |
|  | \| \| Commelinales \| \| \| \| \| \| Zingiberales \| \| \| \| |
|  |                                                               |
|  | Commelinales                                                  |
|  |                                                               |
|  | Zingiberales                                                  |
|  |                                                               |

|  | Commelinales |
|  |              |
|  | Zingiberales |
|  |              |

|  | Poales                                                        |
|  |                                                               |
|  | \| \| Commelinales \| \| \| \| \| \| Zingiberales \| \| \| \| |
|  |                                                               |
|  | Commelinales                                                  |
|  |                                                               |
|  | Zingiberales                                                  |
|  |                                                               |

|  | Commelinales |
|  |              |
|  | Zingiberales |
|  |              |

|  | Poales                                                        |
|  |                                                               |
|  | \| \| Commelinales \| \| \| \| \| \| Zingiberales \| \| \| \| |
|  |                                                               |
|  | Commelinales                                                  |
|  |                                                               |
|  | Zingiberales                                                  |
|  |                                                               |

|  | Commelinales |
|  |              |
|  | Zingiberales |
|  |              |

|  | Poales                                                        |
|  |                                                               |
|  | \| \| Commelinales \| \| \| \| \| \| Zingiberales \| \| \| \| |
|  |                                                               |
|  | Commelinales                                                  |
|  |                                                               |
|  | Zingiberales                                                  |
|  |                                                               |

|  | Commelinales |
|  |              |
|  | Zingiberales |
|  |              |

|  | Poales                                                        |
|  |                                                               |
|  | \| \| Commelinales \| \| \| \| \| \| Zingiberales \| \| \| \| |
|  |                                                               |
|  | Commelinales                                                  |
|  |                                                               |
|  | Zingiberales                                                  |
|  |                                                               |

|  | Commelinales |
|  |              |
|  | Zingiberales |
|  |              |

|  | Poales                                                        |
|  |                                                               |
|  | \| \| Commelinales \| \| \| \| \| \| Zingiberales \| \| \| \| |
|  |                                                               |
|  | Commelinales                                                  |
|  |                                                               |
|  | Zingiberales                                                  |
|  |                                                               |

|  | Commelinales |
|  |              |
|  | Zingiberales |
|  |              |

|  | Poales                                                        |
|  |                                                               |
|  | \| \| Commelinales \| \| \| \| \| \| Zingiberales \| \| \| \| |
|  |                                                               |
|  | Commelinales                                                  |
|  |                                                               |
|  | Zingiberales                                                  |
|  |                                                               |

|  | Commelinales |
|  |              |
|  | Zingiberales |
|  |              |

|  | Poales                                                        |
|  |                                                               |
|  | \| \| Commelinales \| \| \| \| \| \| Zingiberales \| \| \| \| |
|  |                                                               |
|  | Commelinales                                                  |
|  |                                                               |
|  | Zingiberales                                                  |
|  |                                                               |

|  | Commelinales |
|  |              |
|  | Zingiberales |
|  |              |

|  | Poales                                                        |
|  |                                                               |
|  | \| \| Commelinales \| \| \| \| \| \| Zingiberales \| \| \| \| |
|  |                                                               |
|  | Commelinales                                                  |
|  |                                                               |
|  | Zingiberales                                                  |
|  |                                                               |

|  | Commelinales |
|  |              |
|  | Zingiberales |
|  |              |

|  | Poales                                                        |
|  |                                                               |
|  | \| \| Commelinales \| \| \| \| \| \| Zingiberales \| \| \| \| |
|  |                                                               |
|  | Commelinales                                                  |
|  |                                                               |
|  | Zingiberales                                                  |
|  |                                                               |

|  | Commelinales |
|  |              |
|  | Zingiberales |
|  |              |

|  | Poales                                                        |
|  |                                                               |
|  | \| \| Commelinales \| \| \| \| \| \| Zingiberales \| \| \| \| |
|  |                                                               |
|  | Commelinales                                                  |
|  |                                                               |
|  | Zingiberales                                                  |
|  |                                                               |

|  | Commelinales |
|  |              |
|  | Zingiberales |
|  |              |

|  | Dioscoreales |
|  |              |
|  | Pandanales   |
|  |              |

|  | Poales                                                        |
|  |                                                               |
|  | \| \| Commelinales \| \| \| \| \| \| Zingiberales \| \| \| \| |
|  |                                                               |
|  | Commelinales                                                  |
|  |                                                               |
|  | Zingiberales                                                  |
|  |                                                               |

|  | Commelinales |
|  |              |
|  | Zingiberales |
|  |              |

|  | Poales                                                        |
|  |                                                               |
|  | \| \| Commelinales \| \| \| \| \| \| Zingiberales \| \| \| \| |
|  |                                                               |
|  | Commelinales                                                  |
|  |                                                               |
|  | Zingiberales                                                  |
|  |                                                               |

|  | Commelinales |
|  |              |
|  | Zingiberales |
|  |              |

|  | Poales                                                        |
|  |                                                               |
|  | \| \| Commelinales \| \| \| \| \| \| Zingiberales \| \| \| \| |
|  |                                                               |
|  | Commelinales                                                  |
|  |                                                               |
|  | Zingiberales                                                  |
|  |                                                               |

|  | Commelinales |
|  |              |
|  | Zingiberales |
|  |              |

|  | Poales                                                        |
|  |                                                               |
|  | \| \| Commelinales \| \| \| \| \| \| Zingiberales \| \| \| \| |
|  |                                                               |
|  | Commelinales                                                  |
|  |                                                               |
|  | Zingiberales                                                  |
|  |                                                               |

|  | Commelinales |
|  |              |
|  | Zingiberales |
|  |              |

|  | Poales                                                        |
|  |                                                               |
|  | \| \| Commelinales \| \| \| \| \| \| Zingiberales \| \| \| \| |
|  |                                                               |
|  | Commelinales                                                  |
|  |                                                               |
|  | Zingiberales                                                  |
|  |                                                               |

|  | Commelinales |
|  |              |
|  | Zingiberales |
|  |              |

|  | Poales                                                        |
|  |                                                               |
|  | \| \| Commelinales \| \| \| \| \| \| Zingiberales \| \| \| \| |
|  |                                                               |
|  | Commelinales                                                  |
|  |                                                               |
|  | Zingiberales                                                  |
|  |                                                               |

|  | Commelinales |
|  |              |
|  | Zingiberales |
|  |              |

|  | Poales                                                        |
|  |                                                               |
|  | \| \| Commelinales \| \| \| \| \| \| Zingiberales \| \| \| \| |
|  |                                                               |
|  | Commelinales                                                  |
|  |                                                               |
|  | Zingiberales                                                  |
|  |                                                               |

|  | Commelinales |
|  |              |
|  | Zingiberales |
|  |              |

|  | Poales                                                        |
|  |                                                               |
|  | \| \| Commelinales \| \| \| \| \| \| Zingiberales \| \| \| \| |
|  |                                                               |
|  | Commelinales                                                  |
|  |                                                               |
|  | Zingiberales                                                  |
|  |                                                               |

|  | Commelinales |
|  |              |
|  | Zingiberales |
|  |              |

|  | Poales                                                        |
|  |                                                               |
|  | \| \| Commelinales \| \| \| \| \| \| Zingiberales \| \| \| \| |
|  |                                                               |
|  | Commelinales                                                  |
|  |                                                               |
|  | Zingiberales                                                  |
|  |                                                               |

|  | Commelinales |
|  |              |
|  | Zingiberales |
|  |              |

|  | Poales                                                        |
|  |                                                               |
|  | \| \| Commelinales \| \| \| \| \| \| Zingiberales \| \| \| \| |
|  |                                                               |
|  | Commelinales                                                  |
|  |                                                               |
|  | Zingiberales                                                  |
|  |                                                               |

|  | Commelinales |
|  |              |
|  | Zingiberales |
|  |              |

|  | Poales                                                        |
|  |                                                               |
|  | \| \| Commelinales \| \| \| \| \| \| Zingiberales \| \| \| \| |
|  |                                                               |
|  | Commelinales                                                  |
|  |                                                               |
|  | Zingiberales                                                  |
|  |                                                               |

|  | Commelinales |
|  |              |
|  | Zingiberales |
|  |              |

|  | Poales                                                        |
|  |                                                               |
|  | \| \| Commelinales \| \| \| \| \| \| Zingiberales \| \| \| \| |
|  |                                                               |
|  | Commelinales                                                  |
|  |                                                               |
|  | Zingiberales                                                  |
|  |                                                               |

|  | Commelinales |
|  |              |
|  | Zingiberales |
|  |              |

|  | Poales                                                        |
|  |                                                               |
|  | \| \| Commelinales \| \| \| \| \| \| Zingiberales \| \| \| \| |
|  |                                                               |
|  | Commelinales                                                  |
|  |                                                               |
|  | Zingiberales                                                  |
|  |                                                               |

|  | Commelinales |
|  |              |
|  | Zingiberales |
|  |              |

|  | Poales                                                        |
|  |                                                               |
|  | \| \| Commelinales \| \| \| \| \| \| Zingiberales \| \| \| \| |
|  |                                                               |
|  | Commelinales                                                  |
|  |                                                               |
|  | Zingiberales                                                  |
|  |                                                               |

|  | Commelinales |
|  |              |
|  | Zingiberales |
|  |              |

|  | Poales                                                        |
|  |                                                               |
|  | \| \| Commelinales \| \| \| \| \| \| Zingiberales \| \| \| \| |
|  |                                                               |
|  | Commelinales                                                  |
|  |                                                               |
|  | Zingiberales                                                  |
|  |                                                               |

|  | Commelinales |
|  |              |
|  | Zingiberales |
|  |              |

|  | Poales                                                        |
|  |                                                               |
|  | \| \| Commelinales \| \| \| \| \| \| Zingiberales \| \| \| \| |
|  |                                                               |
|  | Commelinales                                                  |
|  |                                                               |
|  | Zingiberales                                                  |
|  |                                                               |

|  | Commelinales |
|  |              |
|  | Zingiberales |
|  |              |

|  | Dioscoreales |
|  |              |
|  | Pandanales   |
|  |              |

|  | Poales                                                        |
|  |                                                               |
|  | \| \| Commelinales \| \| \| \| \| \| Zingiberales \| \| \| \| |
|  |                                                               |
|  | Commelinales                                                  |
|  |                                                               |
|  | Zingiberales                                                  |
|  |                                                               |

|  | Commelinales |
|  |              |
|  | Zingiberales |
|  |              |

|  | Poales                                                        |
|  |                                                               |
|  | \| \| Commelinales \| \| \| \| \| \| Zingiberales \| \| \| \| |
|  |                                                               |
|  | Commelinales                                                  |
|  |                                                               |
|  | Zingiberales                                                  |
|  |                                                               |

|  | Commelinales |
|  |              |
|  | Zingiberales |
|  |              |

|  | Poales                                                        |
|  |                                                               |
|  | \| \| Commelinales \| \| \| \| \| \| Zingiberales \| \| \| \| |
|  |                                                               |
|  | Commelinales                                                  |
|  |                                                               |
|  | Zingiberales                                                  |
|  |                                                               |

|  | Commelinales |
|  |              |
|  | Zingiberales |
|  |              |

|  | Poales                                                        |
|  |                                                               |
|  | \| \| Commelinales \| \| \| \| \| \| Zingiberales \| \| \| \| |
|  |                                                               |
|  | Commelinales                                                  |
|  |                                                               |
|  | Zingiberales                                                  |
|  |                                                               |

|  | Commelinales |
|  |              |
|  | Zingiberales |
|  |              |

|  | Poales                                                        |
|  |                                                               |
|  | \| \| Commelinales \| \| \| \| \| \| Zingiberales \| \| \| \| |
|  |                                                               |
|  | Commelinales                                                  |
|  |                                                               |
|  | Zingiberales                                                  |
|  |                                                               |

|  | Commelinales |
|  |              |
|  | Zingiberales |
|  |              |

|  | Poales                                                        |
|  |                                                               |
|  | \| \| Commelinales \| \| \| \| \| \| Zingiberales \| \| \| \| |
|  |                                                               |
|  | Commelinales                                                  |
|  |                                                               |
|  | Zingiberales                                                  |
|  |                                                               |

|  | Commelinales |
|  |              |
|  | Zingiberales |
|  |              |

|  | Poales                                                        |
|  |                                                               |
|  | \| \| Commelinales \| \| \| \| \| \| Zingiberales \| \| \| \| |
|  |                                                               |
|  | Commelinales                                                  |
|  |                                                               |
|  | Zingiberales                                                  |
|  |                                                               |

|  | Commelinales |
|  |              |
|  | Zingiberales |
|  |              |

|  | Poales                                                        |
|  |                                                               |
|  | \| \| Commelinales \| \| \| \| \| \| Zingiberales \| \| \| \| |
|  |                                                               |
|  | Commelinales                                                  |
|  |                                                               |
|  | Zingiberales                                                  |
|  |                                                               |

|  | Commelinales |
|  |              |
|  | Zingiberales |
|  |              |

|  | Poales                                                        |
|  |                                                               |
|  | \| \| Commelinales \| \| \| \| \| \| Zingiberales \| \| \| \| |
|  |                                                               |
|  | Commelinales                                                  |
|  |                                                               |
|  | Zingiberales                                                  |
|  |                                                               |

|  | Commelinales |
|  |              |
|  | Zingiberales |
|  |              |

|  | Poales                                                        |
|  |                                                               |
|  | \| \| Commelinales \| \| \| \| \| \| Zingiberales \| \| \| \| |
|  |                                                               |
|  | Commelinales                                                  |
|  |                                                               |
|  | Zingiberales                                                  |
|  |                                                               |

|  | Commelinales |
|  |              |
|  | Zingiberales |
|  |              |

|  | Poales                                                        |
|  |                                                               |
|  | \| \| Commelinales \| \| \| \| \| \| Zingiberales \| \| \| \| |
|  |                                                               |
|  | Commelinales                                                  |
|  |                                                               |
|  | Zingiberales                                                  |
|  |                                                               |

|  | Commelinales |
|  |              |
|  | Zingiberales |
|  |              |

|  | Poales                                                        |
|  |                                                               |
|  | \| \| Commelinales \| \| \| \| \| \| Zingiberales \| \| \| \| |
|  |                                                               |
|  | Commelinales                                                  |
|  |                                                               |
|  | Zingiberales                                                  |
|  |                                                               |

|  | Commelinales |
|  |              |
|  | Zingiberales |
|  |              |

|  | Poales                                                        |
|  |                                                               |
|  | \| \| Commelinales \| \| \| \| \| \| Zingiberales \| \| \| \| |
|  |                                                               |
|  | Commelinales                                                  |
|  |                                                               |
|  | Zingiberales                                                  |
|  |                                                               |

|  | Commelinales |
|  |              |
|  | Zingiberales |
|  |              |

|  | Poales                                                        |
|  |                                                               |
|  | \| \| Commelinales \| \| \| \| \| \| Zingiberales \| \| \| \| |
|  |                                                               |
|  | Commelinales                                                  |
|  |                                                               |
|  | Zingiberales                                                  |
|  |                                                               |

|  | Commelinales |
|  |              |
|  | Zingiberales |
|  |              |

|  | Poales                                                        |
|  |                                                               |
|  | \| \| Commelinales \| \| \| \| \| \| Zingiberales \| \| \| \| |
|  |                                                               |
|  | Commelinales                                                  |
|  |                                                               |
|  | Zingiberales                                                  |
|  |                                                               |

|  | Commelinales |
|  |              |
|  | Zingiberales |
|  |              |

|  | Poales                                                        |
|  |                                                               |
|  | \| \| Commelinales \| \| \| \| \| \| Zingiberales \| \| \| \| |
|  |                                                               |
|  | Commelinales                                                  |
|  |                                                               |
|  | Zingiberales                                                  |
|  |                                                               |

|  | Commelinales |
|  |              |
|  | Zingiberales |
|  |              |

Las relaciones entre los principales grupos de commelínidas todavía no están claras. Con respecto a qué clado sería el basal, los análisis de secuencias de ADN (Chase et al. 1993, 1995b, 2000, Soltis et al. 2000) sugieren que las palmeras son el grupo hermano del resto de los miembros del clado: Poales, Commelinales, y Zingiberales. Sin embargo, en otros análisis moleculares (Chase et al. 2006, Graham et al. 2006) las palmeras están anidadas dentro del clado commelinoide. Hilu et al. (2003), sobre la base de la secuencia matK, sugirieron que Poales podría ser hermano del resto.
Dasypogonaceae fue ubicada aquí sobre la base de sus caracteres que se corresponden con los del clado commelínido (Rudall y Chase 1996), aunque hubo autores anteriores que las asociaron con otros grupos de monocotiledóneas xeromórficas de Australia, como Xanthorrhoeaceae (como en Dahlgren et al. 1985), debido a sus similitudes en el hábito, o Laxmanniaceae (ahora Lomandroideae, anteriormente Lomandraceae) como en Takhtajan (1997). Neyland analizando secuencias de ADNr (2002) encontró a Dasypogonaceae fuertemente asociada a Restionaceae y otras familias de Poales, pero esta relación particular no es sugerida por otros datos moleculares, y tampoco aparece en los análisis morfológicos. Sin embargo, trabajos recientes que utilizan conjuntos de genes tampoco la asocian a Arecales, y aun cuando lo hacen es con apoyo bajo (Givnish et al. 2006 y Chase et al. 2006 la encuentran cerca de Poales, Graham et al. 2006 la encuentran cerca de (Commelinales + Zingiberales)). 
Arecales a veces aparece como hermano de Poales (por ejemplo en Graham et al. 2006) pero con muy bajo apoyo. Arecaceae tiene endosperma sin almidón, Dahlgren et al. (1985) sugieren que puede representar una pérdida evolutiva. Si las palmeras son el clado basal de commelínidas, el endosperma con almidón puede ser en realidad una sinapomorfía del clado que comprende al resto de los órdenes.
Las posibles sinapomorfías morfológicas que unirían a (Poales (Zingiberales + Commelinales)) serían la pared primaria principalmente con glucurono-arabinoxylanos, los estomas paracíticos o tetracíticos, con las células vecinas con divisiones celulares paralelas, y el endosperma con almidón.
(Commelinales + Zingiberales) es un clado con fuerte apoyo (100 % de apoyo en los análisis multigén de Chase et al. 2006 y de Graham et al. 2006); si bien en estudios previos este grupo tuvo un apoyo más bien débil (por ejemplo en Chase et al. 2000, en Davis et al. 2004, en Givnish et al. 2006 con un solo gen). Las sinapomorfías morfológicas serían las inflorescencias indeterminadas, pero con ramificaciones de cimas helicoidales con muchas flores y el tapete invasivo o plasmodial.
Cronquist (1981) encontraba una similitud morfológica importante entre Arecaceae y Pandanaceae/Cyclanthaceae (estas dos últimas hoy en día están ubicadas en Pandanales, fuera de las commelínidas). Estas tres familias, que Cronquist (1981) reunió con algunas otras en la subclase Arecidae, comparten un hábito arborescente o herbáceo tipo enredadera, los estomas tetracíticos, los frutos indehiscentes y carnosos, y un desarrollo del embrión similar. Sin embargo, en Pandanaceae/Cyclanthaceae están ausentes todos los demás caracteres ya mencionados como sinapomorfías del clado commelinoide, así que no es sorprendente que no estén dentro de él. Este autor asoció Commelinidae con Zingiberidae, debido a que comparten su endosperma con almidón, con granos de almidón compuestos, y su perianto típicamente herbáceo diferenciado en sépalos y pétalos, en oposición a la presencia de tépalos de su circunscripción de Liliidae. Las demás familias que efectivamente eran commelínidas pero que Cronquist (1981) no asoció con Commelinidae/Zingiberidae fueron Dasypogonaceae, Hanguanaceae, Philydraceae, Pontederiaceae, y Haemodoraceae. Las últimas tres las consideraba miembros de Liliidae porque tienen tépalos grandes y aspecto de lirios.

## Taxonomía
Introducción teórica en Taxonomía
La subclase fue reconocida por el APG III (2009), el Linear APG III (2009) le asignó los números de familia 76 a 106. El ordenLa subclase ya había sido reconocido por el APG II (2003) que la llamaba commelinids en inglés, sin ubicar en subclase.
Los siguientes órdenes están circunscritos en el clado, según APG III y APWeb:
- Arecales
- Commelinales
- Poales
- Zingiberales

Además está circunscrita dentro del clado la familia Dasypogonaceae, que a esa fecha aún no había sido identificada como miembro de ningún orden.

### Sistema de Cronquist
El más antiguo sistema de Cronquist (1981) dividió a la subclase en siete órdenes:
Orden Commelinales:
Xiridáceas, familia Xyridaceae.
Commelináceas, familia Commelinaceae.
Orden Hydatellales:
Hidateláceas, familia Hydatellaceae.
Orden Typhales:
Esparganiáceas, familia Sparganiaceae.
Tifáceas, familia Typhaceae.
Orden Eriocaulales:
Eriocauláceas, familia Eriocaulaceae.
Orden Restionales:
Restionáceas, familia Restionaceae.
Orden Juncales:
Juncáceas, familia Juncaceae.
Orden Cyperales:
Ciperáceas, familia Cyperaceae.
Gramíneas, familia Poaceae.
La circunscripción de Commelinidae según Cronquist (1981) se aproxima al aquí circunscrito Poales, pero sin Bromeliaceae y con Commelinaceae (ahora en Commelinales) e Hydatellaceae (ahora en Nymphaeales). Según este autor, Arecales se encontraba en la subclase Arecidae, que no estaba relacionada con Commelinidae/Zingiberidae.

## Evolución
Según Janssen y Bremer (2004), el grupo troncal de las commelínidas está datado en unos 122 millones de años hasta el presente, la divergencia dentro de él habría empezado hace unos 120 millones de años. Según Wikström et al. (2001), utilizando una aproximación no paramétrica ("nonparametric rate smoothing approach") de Sanderson (1997), las fechas serían 107-98 millones de años para el grupo troncal, y 99-91 millones de años para la divergencia si Arecaceae es hermano del resto, 94-86 millones de años si Dasypogonaceae es hermano del resto. Según Bremer (2000), la fecha del grupo troncal sería hace unos 116 millones de años, Arecaceae y Dasypogonaceae divergiendo casi inmediatamente después, y Poales y el clado (Commelinales + Zingiberales) habrían divergido dentro de los 4 millones de años.
La tasa de evolución molecular en este clado es en general alta, de cerca de 0,003 sustituciones/sitio/millón de años (Smith y Donoghue 2008). Pero para algunos genes, al menos para ndhF, la tasa de evolución molecular es similar a la encontrada en Asparagales y otros clados (Givnish et al. 2006). Por otro lado, en Arecaceae los genes de los 3 compartimentos genómicos evolucionan lentamente (Wilson et al. 1990, Baker et al. 2000a, 2000b), pero la tasa parece ser no mucho menor a la que se encuentra en algunas otras monocotiledóneas, especialmente cuando no son commelínidas (Graham et al. 2005). Stevens en el APWeb se pregunta si hubo un aumento en la tasa de cambio molecular dentro de algunas commelínidas, siendo algunos Poales ejemplos espectaculares de esto.
El grupo troncal para el clado (Poales (Zingiberales + Commelinales)) dataría de unos 120 millones de años, y Poales habría divergido del resto hace unos 117 millones de años (Janssen y Bremer 2004). 
El grupo troncal de (Zingiberales + Commelinales) data de unos 116 millones de años hasta el presente, la divergencia de los dos clados habría sido hace unos 114 millones de años (Janssen y Bremer 2004), pero Wikström et al. (2001) indica 87-83 y 81-73 millones de años respectivamente, y Kress y Specht (2006) indica 124 y 110-80 millones de años respectivamente, y Bremer (2000), principalmente con calibraciones fósiles, los data en 108 y 84 millones de años respectivamente.

## Importancia económica
Las commelínidas incluyen un número de familias económicamente importantes, entre ellas las palmeras (Arecales), el jengibre y la banana (Zingiberales), y los pastos (Poaceae). En particular la familia Poaceae es quizás la familia más importante de plantas, ya que entre ellos se encuentran los cereales.